# Danh sách công ty trên sàn giao dịch chứng khoán Việt Nam
Dưới đây là danh sách các công ty niêm yết tại sàn giao dịch chứng khoán thành phố Hồ Chí Minh (HOSE) và sàn giao dịch chứng khoán Hà Nội (HNX), theo thứ tự mã giao dịch chứng khoán.
Danh sách này không đầy đủ, bạn cũng có thể giúp mở rộng danh sách.

### B
| Mã  | Tên tiếng Việt                                | Tên giao dịch tiếng Anh                                     | Sàn giao dịch     | Ngày tham gia        |
| --- | --------------------------------------------- | ----------------------------------------------------------- | ----------------- | -------------------- |
| B82 | Công ty TNHH Thiết Bị An phú (JSC 482)        | An Phu Equipment Co., Ltd                                   | 17 tháng 03, 2008 |                      |
| BBC | Công ty Cổ phần Bánh kẹo Biên Hòa (Bibica)    | Bienhoa Confectionery Corporation                           | HOSE              | 19 tháng 12 năm 2001 |
| BBS | Công ty Cổ phần Bao bì Xi măng Bút Sơn        | But Son Cement Packing Joint Stock Company                  | HNX               | 28 tháng 12 năm 2005 |
| BBT | Công ty Cổ phần Bông Bạch Tuyết               | Bach Tuyet Cotton Corporation                               | HOSE              | 15 tháng 3 năm 2004  |
| BCC | Công ty Cổ phần Xi măng Bỉm Sơn               | Bim Son Cement Joint Stock Company                          | HNX               | 24 tháng 11 năm 2006 |
| BHS | Công ty Cổ phần Đường Biên Hòa                | Bien Hoa Sugar Joint Stock Company                          | HOSE              | 20 tháng 12 năm 2006 |
| BHV | Công ty Cổ phần Bá Hiến Viglacera             | Ba Hien Viglacera Joint Stock Company                       | HNX               | 21 tháng 11 năm 2006 |
| BMI | Công ty Cổ phần Bảo hiểm Bảo Minh             | Bao Minh Insurrance Joint Stock Company                     | HNX               | 28 tháng 11 năm 2006 |
| BMC | Công ty Cổ phần Khoáng sản Bình Định          | Binh Dinh Minerals Joint Stock Company                      | HOSE              | tháng 12 năm 2006    |
| BMP | Công ty Cổ phần Nhựa Bình Minh                | Binh Minh Plastic Joint Stock Company                       | HOSE              | 11 tháng 7 năm 2006  |
| BPC | Công ty Cổ phần Bao bì Bỉm Sơn                | Bim Son Packaging Joint Stock Company                       | HNX               | 11 tháng 4 năm 2002  |
| BT6 | Công ty Cổ phần Bê tông 620 Châu Thới         | Chau Thoi Concrete Corporation No.620, 620 – CCC            | HOSE              | 18 tháng 4 năm 2002  |
| BTC | Công ty Cổ phần Cơ khí và Xây dựng Bình Triệu | Binh Trieu Construction And Engineering Joint Stock Company | HOSE              | 21 tháng 1 năm 2002  |
| BTS | Công ty Cổ phần Xi măng Bút Sơn               | But Son Cement Joint Stock Company                          | HNX               | 5 tháng 12 năm 2006  |
| BVS | Công ty Cổ phần Chứng khoán Bảo Việt          | Bao Viet Securities Joint Stock Company                     | HNX               | 18 tháng 12 năm 2006 |

### C
| Mã  | Tên tiếng Việt                                       | Tên giao dịch tiếng Anh                                       | Sàn giao dịch | Ngày tham gia        |
| --- | ---------------------------------------------------- | ------------------------------------------------------------- | ------------- | -------------------- |
| CAN | Công ty Cổ phần Đồ hộp Hạ Long                       | Halong Canned Food Corporation, Canfoco                       | HOSE          | 25 tháng 10 năm 2001 |
| CID | Công ty Cổ phần Xây dựng và Phát triển Cơ sở hạ tầng | Construction & Infrastructure Development Joint Stock Company | HNX           | 14 tháng 7 năm 2005  |
| CII | Công ty Cổ phần Đầu tư Hạ tầng Kỹ thuật Tp.HCM       | Hochiminh City Infrastructure Investment Joint Stock Company  | HOSE          | 18 tháng 5 năm 2006  |
| CLC | Công ty Cổ phần Cát Lợi                              | Cat Loi Joint Stock Company                                   | HOSE          | 16 tháng 11 năm 2006 |
| CMC | Công ty Cổ phần Xây dựng và cơ khí Số 1              |                                                               | HNX           | 11 tháng 12 năm 2006 |
| COM | Công ty Cổ phần Comeco                               | Comeco Joint Stock Company                                    | HOSE          | 7 tháng 8 năm 2006   |
| CTB | Công ty Cổ phần Chế tạo Bơm Hải Dương                | Hai Duong Pump Manufacturing Joint Stock Company              | HNX           | 9 tháng 10 năm 2006  |
| CYC | Công ty Cổ phần Gạch men Chang Yih                   | Chang Yih Ceramic Joint Stock Company                         | HOSE          | 31 tháng 7 năm 2006  |

### D
| Mã  | Tên tiếng Việt                   | Tên giao dịch tiếng Anh                                                   | Sàn giao dịch | Ngày tham gia        |
| --- | -------------------------------- | ------------------------------------------------------------------------- | ------------- | -------------------- |
| DAC | Công ty cổ phần gốm sứ Đông Anh  | Dong Anh Ceramic Joint Stock Company                                      | HNX           | 20 tháng 9 năm 2006  |
| DCT | Công ty Cổ phần Tấm lợp Đồng Nai | Dong Nai Roofsheets and Construction Materials Joint Stock Company, Donac | HOSE          | 10 tháng 10 năm 2006 |
| DHA | Công ty Cổ phần Đá Hóa An        | Hoa An Joint Stock Company                                                | HOSE          | 14 tháng 4 năm 2004  |
| DPC | Công ty Cổ phần Nhựa Đà Nẵng     | Da Nang Plastic Joint Stock Company                                       | HOSE          | 28 tháng 11 năm 2001 |
| DXP | Công ty Cổ phần Cảng Đoạn Xá     | Doan Xa Port Joint Stock Company                                          | HOSE          | 11 tháng 12 năm 2006 |

### E
| Mã  | Tên tiếng Việt                              | Tên giao dịch tiếng Anh                            | Sàn giao dịch | Ngày tham gia        |
| --- | ------------------------------------------- | -------------------------------------------------- | ------------- | -------------------- |
| EBS | Công ty cổ phần Sách Giáo dục tại Tp.Hà Nội | Educational Book Joint Stock Company in Hanoi City | HNX           | 21 tháng 12 năm 2006 |

### F
| Mã  | Tên tiếng Việt                   | Tên giao dịch tiếng Anh                    | Sàn giao dịch | Ngày tham gia        |
| --- | -------------------------------- | ------------------------------------------ | ------------- | -------------------- |
| FMC | Công ty Cổ phần Thực phẩm Sao Ta | Sao Ta Foods Joint Stock Company, Fimex VN | HOSE          | 7 tháng 12 năm 2006  |
| FPC | Công ty Cổ phần Full Power       | Full Power Joint Stock Company             | HOSE          | 25 tháng 7 năm 2006  |
| FPT | Công ty Cổ phần FPT              | FPT Corporation                            | HOSE          | 13 tháng 12 năm 2006 |

### G
| Mã  | Tên tiếng Việt                                                   | Tên giao dịch tiếng Anh                                                     | Sàn giao dịch | Ngày tham gia       |
| --- | ---------------------------------------------------------------- | --------------------------------------------------------------------------- | ------------- | ------------------- |
| GHA | Công ty Cổ phần Giấy Hải Âu                                      | Hai Au Paper Joint Stock Company                                            | HNX           | 14 tháng 7 năm 2005 |
| GIL | Công ty Cổ phần Sản xuất kinh doanh và Xuất nhập khẩu Bình Thạnh | Binh Thanh Import Export, Production And Trade Joint Stock Company, Gilimex | HOSE          | 2 tháng 1 năm 2002  |
| GMD | Công ty Cổ phần GEMADEPT                                         | General Forwarding & Agency Corporation, Gemadept                           | HOSE          | 22 tháng 4 năm 2002 |

### H
| Mã  | Tên tiếng Việt                          | Tên giao dịch tiếng Anh                                            | Sàn giao dịch | Ngày tham gia        |
| --- | --------------------------------------- | ------------------------------------------------------------------ | ------------- | -------------------- |
| HAP | Công ty cổ phần giấy Hải Phòng          | Hai Phong Paper Joint Stock Company, Hapaco                        | HOSE          | 4 tháng 8 năm 2000   |
| HAS | Công ty Cổ phần Xây lắp Bưu điện Hà Nội | Hanoi P&T Construction & Installation Joint Stock Company, Hacisco | HOSE          | 19 tháng 12 năm 2002 |
| HSC | Công ty cổ phần Hacinco                 | Hacinco Joint Stock Company                                        | HNX           | 14 tháng 7 năm 2005  |
| HEM | Công ty cổ phần Chế tạo Điện cơ Hà Nội  |                                                                    | UPCOM         | 03 tháng 01 năm 2017 |
| HTV | Công ty Cổ phần Vận tải Hà Tiên         | Hatien Transport Joint Stock Company, Hatien Transco               | HOSE          | 5 tháng 1 năm 2006   |

### I
| Mã  | Tên tiếng Việt                                  | Tên giao dịch tiếng Anh                                               | Sàn giao dịch | Ngày tham gia        |
| --- | ----------------------------------------------- | --------------------------------------------------------------------- | ------------- | -------------------- |
| ICF | Công ty Cổ phần Đầu tư Thương mại Thủy sản      |                                                                       | HNX           | 18 tháng 12 năm 2006 |
| IFS | Công ty Cổ phần Thực phẩm quốc tế               | Interfood Shareholding Company                                        | HOSE          | 17 tháng 10 năm 2006 |
| ILC | Công ty cổ phần Hợp tác lao động với nước ngoài | International Labour & Services Joint Stock Company, Inlaco Hai Phong | HNX           | 26 tháng 12 năm 2005 |
| IMP | Công ty Cổ phần Dược phẩm Imexpham              | Imexpham Pharmaceutical Joint Stock Company                           | HOSE          | 4 tháng 12 năm 2006  |
| ITA | Công ty Cổ phần Khu công nghiệp Tân Tạo         | Tan Tao Industrial Park Corporation, Itaco                            | HOSE          | 15 tháng 11 năm 2006 |

### K
| Mã  | Tên tiếng Việt                           | Tên giao dịch tiếng Anh                               | Sàn giao dịch | Ngày tham gia        |
| --- | ---------------------------------------- | ----------------------------------------------------- | ------------- | -------------------- |
| KDC | Công ty Cổ phần Kinh Đô Miền Nam         | Kinh Do Corporation                                   | HOSE          | 12 tháng 12 năm 2005 |
| KHA | Công ty Cổ phần Xuất nhập khẩu Khánh Hội | Khanh Hoi Import Export Joint Stock Company, Khahomex | HOSE          | 19 tháng 8 năm 2002  |
| KHP | Công ty cổ phần điện lực Khánh Hòa       | Khanh Hoa Electric Power Joint Stock Company          | HOSE          | tháng 12 năm 2006    |
| KOS | Công ty cổ phần KOSY                     | KOSY Joint Stock Company                              | HOSE          | 22 tháng 7 năm 2019  |

### L
| Mã  | Tên tiếng Việt                                  | Tên giao dịch tiếng Anh                                     | Sàn giao dịch | Ngày tham gia        |
| --- | ----------------------------------------------- | ----------------------------------------------------------- | ------------- | -------------------- |
| LAF | Công ty Cổ phần Chế biến Hàng xuất khẩu Long An | Long An Food Processing Export Joint Stock Company, Lafooco | HOSE          | 15 tháng 12 năm 2000 |

### M
| Mã  | Tên tiếng Việt                                           | Tên giao dịch tiếng Anh                                    | Sàn giao dịch | Ngày tham gia        |
| --- | -------------------------------------------------------- | ---------------------------------------------------------- | ------------- | -------------------- |
| MCP | Công ty Cổ phần In và Bao bì Mỹ Châu                     | My Chau Printing and Packing Holding Company               | HOSE          | tháng 12 năm 2006    |
| MCV | Công ty Cổ phần Cavico Việt Nam Khai thác Mỏ và Xây dựng | Cavico Vietnam Mining and Construction Joint Stock Company | HOSE          | 14 tháng 12 năm 2006 |
| MHC | Công ty Cổ phần Hàng hải Hà Nội                          | Hanoi Maritime Holding Company, Marina Hanoi               | HOSE          | 21 tháng 3 năm 2005  |
| MPC | Công ty Cổ phần Thủy Sản Minh Phú                        | Minh Phu Seafood Corporation, Ca Mau                       | HOSE          | 20 tháng 12 năm 2007 |

### N
| Mã  | Tên tiếng Việt                                      | Tên giao dịch tiếng Anh                        | Sàn giao dịch        | Ngày tham gia        |
| --- | --------------------------------------------------- | ---------------------------------------------- | -------------------- | -------------------- |
| NAV | Công ty Cổ phần Nam Việt                            | Nam Viet Joint Stock Company                   | HOSE                 | 20 tháng 12 năm 2006 |
| NHC | Công ty Cổ phần Gạch Ngói Nhị Hiệp                  | Nhi Hiep Brick-Tile Joint Stock Company, Brico | 16 tháng 12 năm 2005 |                      |
| NKD | Công ty Cổ phần Chế biến Thực phẩm Kinh Đô Miền Bắc | North Kinh Do Food Joint Stock Company         | 15 tháng 12 năm 2004 |                      |
| NSC | Công ty Cổ phần Giống cây trồng Trung ương          |                                                | HOSE                 | 21 tháng 12 năm 2006 |
| SFC | Công ty Cổ phần Nhiên Liệu Sài Gòn                  | SaiGon Fuel Joint Stock Company                | HOSE                 | 20 tháng 06, 2000    |

### P
| Mã     | Tên tiếng Việt                                         | Tên giao dịch tiếng Anh                                     | Sàn giao dịch | Ngày tham gia        |
| ------ | ------------------------------------------------------ | ----------------------------------------------------------- | ------------- | -------------------- |
| PAC    | Công ty Cổ phần Pin Ắc quy Miền Nam                    | Dry Cell and Storage Battery Joint Stock Company            | HOSE          | 12 tháng 2 năm 2006  |
| PGC    | Công ty Cổ phần Gas Petrolimex                         | Gas Petrolimex Joint Stock Company                          | HOSE          | 24 tháng 1 năm 2006  |
| PJT    | Công ty Cổ phần Vận tải xăng dầu đường thủy Petrolimex | Petrolimex Joint stock Tanker Company                       | HOSE          | 28 tháng 12 năm 2006 |
| PMS    | Công ty Cổ phần Cơ khí Xăng dầu                        | Petroleum Mechanical Stock Company                          | HOSE          | 4 tháng 11 năm 2003  |
| PNC    | Công ty Cổ phần Văn hoá Phương Nam                     | Phuong Nam Cultural Joint Stock Corporation                 | HOSE          | 11 tháng 7 năm 2005  |
| PPC    | Công ty Cổ phần Nhiệt điện Phả Lại                     | Pha Lai Thermal Power Joint Stock Company                   | HOSE          | tháng 1 năm 2007     |
| PRUBF1 | Quỹ Đầu tư Cân bằng Prudential                         | Prudential Balance Fund                                     | HOSE          | 4 tháng 12 năm 2006  |
| PVD    | Công ty Cổ phần Khoan và Dịch vụ Khoan Dầu khí         | PetroVietnam Drilling and Well Services Joint Stock Company | HOSE          | 5 tháng 12 năm 2006  |

### Q
| QCG | CTCP Quốc Cường Gia Lai | Cuong Gia Lai Joint Stock Company | HOSE | 9 tháng 8 năm 2010 |

### R
| REE | Công ty Cổ phần Cơ điện lạnh |  | HOSE | 28 tháng 7 năm 2000 |

### S
| Mã  | Tên tiếng Việt                                                      | Tên giao dịch tiếng Anh                                                                | Sàn giao dịch | Ngày tham gia        |
| --- | ------------------------------------------------------------------- | -------------------------------------------------------------------------------------- | ------------- | -------------------- |
| SAM | Công ty Cổ phần SAM Holdings                                        | SAM Holdings Joint Stock Company                                                       | HOSE          | 28 tháng 7 năm 2000  |
| SAV | Công ty Cổ phần Hợp tác Kinh tế và Xuất nhập khẩu                   | Import Export & Economic Cooperation Joint Stock Company, Savimex                      | HOSE          | 9 tháng 5 năm 2002   |
| SFC | Công ty Cổ phần Nhiên liệu Sài Gòn                                  | Saigon Fuel Company                                                                    | HOSE          | 21 tháng 9 năm 2001  |
| SGC | Công ty Cổ phần Xuất nhập khẩu Sa Giang                             | SaGiang Import Export Corporation, Sagimexco Đồng Tháp                                 | HOSE          | 5 tháng 9 năm 2006   |
| SGH | Công ty Cổ phần Khách sạn Sài Gòn                                   | Saigon Hotel Corporation                                                               | HOSE          | 16 tháng 7 năm 2001  |
| SHC | Công ty Cổ phần Hàng hải Sài Gòn                                    | Saigon Maritime Joint Stock Company                                                    | HOSE          | 15 tháng 8 năm 2006  |
| SJS | Công ty Cổ phần Đầu tư Phát triển Đô thị và Khu công nghiệp Sông Đà | Song Da Urban & Industrial Zone Investment and Development Joint Stock Company, Sudico | HOSE          | 6 tháng 7 năm 2006   |
| SMC | Công ty Cổ phần Đầu tư Thương mại SMC                               | SMC Trading-Investment Joint Stock Company                                             | HOSE          | 30 tháng 10 năm 2006 |
| SSC | Công ty Giống cây trồng Miền Nam                                    | Southern Seed Joint Stock Company                                                      | HOSE          | 1 tháng 3 năm 2005   |
| SSI | Công ty Cổ phần Chứng khoán SSI                                     | SSI Securities Incorporation                                                           | HNX           | 15 tháng 12 năm 2006 |
| STB | Ngân hàng Thương mại Cổ phần Sài Gòn Thương tín                     | Sai Gon Thuong Tin Commercial Joint Stock Bank, Sacombank                              | HOSE          | 12 tháng 7 năm 2006  |
| STP | Công ty Cổ phần Bao bì Sông Đà                                      | Song Da Packaging Joint Stock Company                                                  | HNX           | 10 tháng 10 năm 2006 |

### T
| Mã  | Tên tiếng Việt                                      | Tên giao dịch tiếng Anh                                    | Sàn giao dịch | Ngày tham gia        |
| --- | --------------------------------------------------- | ---------------------------------------------------------- | ------------- | -------------------- |
| TBC | Công ty Cổ phần Thủy điện Thác Bà                   | Thac Ba Hydroelectric Joint Stock Company                  | HNX           | 29 tháng 8 năm 2006  |
| TKU | Công ty Cổ phần Công nghiệp Tung Kuang              | Tung Kuang Industry Joint Stock Company                    | HNX           | 26 tháng 6 năm 2006  |
| TMS | Công ty Cổ phần Transimex                           | Transimex Corporation                                      | HOSE          | 4 tháng 8 năm 2000   |
| TNA | Công ty Cổ phần Thương mại Xuất nhập khẩu Thiên Nam | Thien Nam Trading Import Export Corporation, Tenimex       | HOSE          | 20 tháng 7 năm 2005  |
| TRI | Công ty Cổ phần Nước giải khát Sài Gòn              | Sai Gon Beverages Joint Stock Company, Tribeco             | HOSE          | 28 tháng 12 năm 2001 |
| TS4 | Công ty Cổ phần Thủy sản số 4                       | Sea Food Joint Stock Company No. 4, Seapriexco No. 4,      | HOSE          | 8 tháng 8 năm 2002   |
| TTC | Công ty Cổ phần Gạch men Thanh Thanh                | Thanh Thanh Ceramic Joint Stock Company                    | HOSE          | 8 tháng 8 năm 2006   |
| TYA | Công ty Cổ phần Dây và Cáp điện TAYA Việt Nam       | Taya (Vietnam) Electric Wire and Cable Joint Stock Company | HOSE          | 15 tháng 2 năm 2006  |
| TOT | Công ty Cổ phần Vận tải Transimex                   | Transimex Trans Joint Stock Company                        | UPCOM         | 17 tháng 7 năm 2017  |
| TLG | Công ty Cổ phần Tập đoàn Thiên Long                 | Thiên Lo Corporation ng Grou                               | HOSE          | 26 thág 3 năm 2010   |

### U
| Mã  | Tên tiếng Việt            | Tên giao dịch tiếng Anh              | Sàn giao dịch | Ngày tham gia      |
| --- | ------------------------- | ------------------------------------ | ------------- | ------------------ |
| UNI | Công ty Cổ phần Viễn Liên | Vien Lien Joint Stock Company, Unico | HOSE          | 3 tháng 7 năm 2006 |

### V
| Mã     | Tên tiếng Việt                                 | Tên giao dịch tiếng Anh                                | Sàn giao dịch | Ngày tham gia        |  |
| ------ | ---------------------------------------------- | ------------------------------------------------------ | ------------- | -------------------- |  |
| VC1    | Công ty cổ phần xây dựng số 1                  | VINACONEX1                                             | HNX           |                      |  |
| VFC    | Công ty cổ phần VINAFCO                        | VINAFCO Corporation                                    | HOSE          | 24 tháng 7 năm 2006  |  |
| VFMVF1 | Chứng chỉ Quỹ đầu tư Chứng khoán Việt Nam      | Vietnam Securities Investment Fund                     | HOSE          | 18 tháng 11 năm 2004 |  |
| VNM    | Công ty Cổ phần Sữa Việt Nam                   | Vietnam Dairy Products Joint Stock Company, Vinamilk   | HOSE          | 19 tháng 1 năm 2006  |  |
| VNR    | Tổng công ty Cổ phần Tái bảo hiểm Việt Nam     | Viet Nam Reinsurrance Joint Stock Company, Vinare      | HNX           | 13 tháng 3 năm 2006  |  |
| VSH    | Công ty Cổ phần Thủy điện Vĩnh Sơn - Sông Hinh | Vinh Son - Song Hinh Hydroelectric Joint Stock Company | HOSE          | 18 tháng 7 năm 2006  |  |
| VTC    | Công ty Cổ phần Viễn thông VTC                 | VTC Telecommunications Joint Stock Company             | HOSE          |                      |  |
| VTL    | Công ty Cổ phần Thăng Long                     | Thang Long Joint Stock Company                         | HNX           | 14 tháng 7 năm 2005  |  |
| VTS    | Công ty Cổ phần Gốm sứ Từ Sơn - Viglacera      | Tu Son Viglacera Ceramic Joint Stock Company           | HNX           |                      |  |
| VFR    | Công ty Cổ phần Vận tải và Thuê tàu            | Transport and Chattering Corporation                   | HNX           | 28 tháng 12 năm 2006 |  |

## Bảng tổng hợp công ty trên sàn giao dịch chứng khoán Việt Nam
| CK       | TÊN CÔNG TY                                                                         | SÀN   |
| -------- | ----------------------------------------------------------------------------------- | ----- |
| 24H      | Công ty Cổ phần Quảng cáo trực tuyến 24H                                            | OTC   |
| A32      | Công ty Cổ phần 32                                                                  | Upcom |
| AAA      | Công ty Cổ phần Nhựa và Môi trường Xanh An Phát                                     | HSX   |
| AAM      | Công ty Cổ phần Thủy sản Mekong                                                     | HSX   |
| ABC      | Công ty cổ phần Truyền thông VMG                                                    | Upcom |
| ABI      | Công ty Cổ phần Bảo hiểm Ngân hàng Nông nghiệp                                      | Upcom |
| ABT      | Công ty Cổ phần Xuất nhập khẩu Thủy sản Bến Tre                                     | HSX   |
| AC4      | Công ty Cổ phần ACC - 244                                                           | Upcom |
| ACB      | Ngân hàng Thương mại Cổ phần Á Châu                                                 | HNX   |
| ACC      | Công ty cổ phần Bê tông Becamex                                                     | HSX   |
| ACE      | Công ty Cổ phần Bê tông ly tâm An Giang                                             | Upcom |
| ACL      | Công ty cổ phần Xuất nhập khẩu Thủy sản Cửu Long An Giang                           | HSX   |
| ACM      | CTCP Tập đoàn Khoáng sản Á Cường                                                    | HNX   |
| ACV      | Tổng công ty Cảng hàng không Việt Nam - CTCP                                        | Upcom |
| ADC      | Công ty Cổ phần Mĩ thuật và Truyền thông                                            | HNX   |
| ADP      | Công ty Cổ phần Sơn Á Đông                                                          | Upcom |
| ADS      | Công ty cổ phần Damsan                                                              | HSX   |
| AFX      | Công ty Cổ phần Xuất nhập khẩu Nông sản Thực phẩm An Giang                          | Upcom |
| AGC      | Công ty Cổ phần Cà phê An Giang                                                     | HNX   |
| AGD      | Công ty Cổ phần Gò Đàng                                                             | HSX   |
| AGF      | Công ty Cổ phần Xuất nhập khẩu Thủy sản An Giang                                    | HSX   |
| AGM      | Công ty cổ phần Xuất nhập khẩu An Giang                                             | HSX   |
| AGP      | CTCP Dược phẩm Agimexpharm                                                          | Upcom |
| AGR      | Công ty Cổ phần Chứng khoán AGRIBANK                                                | HSX   |
| AGX      | Công ty cổ phần Thực phẩm Nông sản Xuất khẩu Sài Gòn                                | Upcom |
| ALP      | Công ty Cổ phần Đầu tư Alphanam                                                     | HSX   |
| ALT      | Công ty Cổ phần Văn hóa Tân Bình                                                    | HNX   |
| ALV      | Công ty Cổ phần Khoáng sản Vinas A Lưới                                             | HNX   |
| AMC      | Công ty cổ phần Khoáng sản Á Châu                                                   | HNX   |
| AMD      | Công ty cổ phần Đầu tư và Khoáng sản AMD Group                                      | HSX   |
| AME      | Công ty Cổ phần Alphanam E&C                                                        | HNX   |
| AMP      | Công ty Cổ phần Armephaco                                                           | Upcom |
| AMS      | Công ty Cổ phần Cơ khí xây dựng AMECC                                               | Upcom |
| AMV      | CTCP Sản xuất Kinh doanh Dược và Trang thiết bị Y tế Việt Mỹ                        | HNX   |
| ANC11601 | Công ty Cổ phần Dinh dưỡng Nông nghiệp Quốc tế                                      | HSX   |
| ANT      | CTCP Rau quả Thực phẩm An Giang                                                     | Upcom |
| ANV      | Công ty Cổ phần Nam Việt                                                            | HSX   |
| APC      | Công ty Cổ phần Chiếu xạ An Phú                                                     | HSX   |
| APG      | Công ty Cổ phần Chứng khoán An Phát                                                 | HSX   |
| API      | Công ty Cổ phần Đầu tư Châu Á - Thái Bình Dương                                     | HNX   |
| APL      | CTCP Cơ khí và Thiết bị áp lực - VVMI                                               | Upcom |
| APP      | Công ty Cổ phần Phát triển Phụ gia và Sản phẩm Dầu mỏ                               | HNX   |
| APS      | Công ty Cổ phần Chứng khoán Châu Á – Thái Bình Dương                                | HNX   |
| ARM      | Công ty Cổ phần Xuất nhập khẩu Hàng không                                           | HNX   |
| ASA      | Công ty cổ phần Liên doanh SANA WMT                                                 | HNX   |
| ASD      | Công ty Cổ phần Sông Đà Hà Nội                                                      | Upcom |
| ASIAGF   | Quỹ đầu tư tăng trưởng ACB                                                          | HSX   |
| ASM      | Công ty Cổ phần Tập đoàn Sao Mai                                                    | HSX   |
| ASP      | Công ty Cổ phần Tập đoàn Dầu khí An Pha                                             | HSX   |
| ATA      | Công ty Cổ phần NTACO                                                               | Upcom |
| ATG      | Công ty Cổ phần An Trường An                                                        | HSX   |
| ATS      | CTCP Suất ăn công nghiệp Atesco                                                     | HNX   |
| AUM      | CTCP Vinacafe Sơn Thành                                                             | Upcom |
| AVF      | Công ty Cổ phần Việt An                                                             | Upcom |
| AVS      | Công ty Cổ phần Chứng khoán Âu Việt                                                 | HNX   |
| B82      | Công ty Cổ phần 482                                                                 | HNX   |
| BAM      | CTCP Khoáng sản và Luyện kim Bắc Á                                                  | Upcom |
| BAS      | Công ty Cổ phần Basa                                                                | HSX   |
| BAX      | Công ty Cổ phần Thống Nhất                                                          | HNX   |
| BBC      | Công ty Cổ phần Bibica                                                              | HSX   |
| BBS      | Công ty cổ phần VICEM Bao bì Bút Sơn                                                | HNX   |
| BBT      | Công ty Cổ phần Bông Bạch Tuyết                                                     | HSX   |
| BCC      | Công ty Cổ phần Xi măng Bỉm Sơn                                                     | HNX   |
| BCE      | Công ty Cổ phần Xây dựng và Giao thông Bình Dương                                   | HSX   |
| BCG      | Công ty cổ phần Bamboo Capital                                                      | HSX   |
| BCI      | Công ty Cổ phần Đầu tư Xây dựng Bình Chánh                                          | HSX   |
| BCP      | Công ty cổ phần Dược Becamex                                                        | Upcom |
| BDB      | Công ty Cổ phần Sách và Thiết bị Bình Định                                          | HNX   |
| BDF      | Công ty cổ phần Giày Bình Định                                                      | Upcom |
| BDG      | CTCP May mặc Bình Dương                                                             | Upcom |
| BDW      | Công ty cổ phần Cấp thoát nước Bình Định                                            | Upcom |
| BED      | Công ty Cổ phần Sách và Thiết bị trường học Đà Nẵng                                 | HNX   |
| BEL      | CTCP Điện tử Biên Hòa                                                               | Upcom |
| BFC      | Công ty cổ phần Phân bón Bình Điền                                                  | HSX   |
| BGM      | Công ty Cổ phần Khai thác và Chế biến Khoáng sản Bắc Giang                          | HSX   |
| BHC      | Công ty Cổ phần Bê tông Biên Hòa                                                    | Upcom |
| BHN      | Tổng CTCP Bia - Rượu - Nước giải khát Hà Nội                                        | HSX   |
| BHP      | Công ty Cổ phần Bia Hà Nội - Hải Phòng                                              | Upcom |
| BHS      | Công ty Cổ phần Đường Biên Hoà                                                      | HSX   |
| BHT      | Công ty Cổ phần Đầu tư Xây dựng Bạch Đằng TMC                                       | HNX   |
| BHV      | Công ty Cổ phần Viglacera Bá Hiến                                                   | HNX   |
| BIC      | Tổng Công ty Cổ phần Bảo hiểm Ngân hàng Đầu tư và phát triển Việt Nam               | HSX   |
| BID      | Ngân hàng Thương mại cổ phần Đầu tư và Phát triển Việt Nam                          | HSX   |
| BII      | Công ty cổ phần Đầu tư và Phát triển Công nghiệp Bảo Thư                            | HNX   |
| BKC      | Công ty Cổ phần Khoáng sản Bắc Kạn                                                  | HNX   |
| BLF      | Công ty Cổ phần Thủy sản Bạc Liêu                                                   | HNX   |
| BLI      | Tổng Công ty cổ phần Bảo hiểm Bảo Long                                              | Upcom |
| BLN      | CTCP Vận tải và Dịch vụ Liên Ninh                                                   | Upcom |
| BMC      | Công ty cổ phần Khoáng sản Bình Định                                                | HSX   |
| BMI      | Tổng Công ty Cổ phần Bảo Minh                                                       | HSX   |
| BMJ      | Công ty Cổ phần Khoáng sản Becamex                                                  | Upcom |
| BMN      | Công ty Cổ phần 715                                                                 | Upcom |
| BMP      | Công ty Cổ phần Nhựa Bình Minh                                                      | HSX   |
| BPC      | Công ty cổ phần Vicem Bao bì Bỉm Sơn                                                | HNX   |
| BRC      | Công ty Cổ phần Cao su Bến Thành                                                    | HSX   |
| BRS      | Công ty Cổ phần Dịch vụ đô thị Bà Rịa                                               | Upcom |
| BSC      | Công ty Cổ phần Dịch vụ Bến Thành                                                   | HNX   |
| BSG      | Công ty Cổ phần Xe khách Sài Gòn                                                    | Upcom |
| BSI      | Công ty cổ phần Chứng khoán BIDV                                                    | HSX   |
| BSP      | CTCP Bia Sài Gòn - Phú Thọ                                                          | Upcom |
| BSQ      | Công ty cổ phần Bia Sài Gòn - Quảng Ngãi                                            | Upcom |
| BST      | Công ty Cổ phần Sách - Thiết bị Bình Thuận                                          | HNX   |
| BT1      | Công ty cổ phần Bảo vệ Thực vật 1 Trung ương                                        | Upcom |
| BT6      | Công ty Cổ phần Beton 6                                                             | Upcom |
| BTB      | Công ty Cổ phần Bia Hà Nội - Thái Bình                                              | Upcom |
| BTC      | Công ty Cổ phần Cơ khí và Xây dựng Bình Triệu                                       | Upcom |
| BTD      | Công ty Cổ phần Bê tông Ly tâm Thủ Đức                                              | Upcom |
| BTG      | Công ty Cổ phần Bao bì Tiền Giang                                                   | Upcom |
| BTH      | Công ty Cổ phần Chế tạo Biến thế và Vật liệu điện Hà Nội                            | HNX   |
| BTP      | Công ty Cổ phần Nhiệt điện Bà Rịa                                                   | HSX   |
| BTR      | CTCP Đường sắt Bình Trị Thiên                                                       | Upcom |
| BTS      | Công ty cổ phần Xi măng Vicem Bút Sơn                                               | HNX   |
| BTT      | Công ty Cổ phần Thương mại - Dịch vụ Bến Thành                                      | HSX   |
| BTU      | CTCP Công trình Đô thị Bến Tre                                                      | Upcom |
| BTV      | Công ty Cổ phần Dịch vụ Du lịch Bến Thành                                           | Upcom |
| BTW      | Công ty Cổ phần Cấp nước Bến Thành                                                  | Upcom |
| BVG      | Công ty Cổ phần Đầu tư BVG                                                          | Upcom |
| BVH      | Tập đoàn Bảo Việt                                                                   | HSX   |
| BVN      | Công ty cổ phần Bông Việt Nam                                                       | Upcom |
| BVS      | Công ty Cổ phần Chứng khoán Bảo Việt                                                | HNX   |
| BWA      | Công ty Cổ phần Cấp thoát nước và Xây dựng Bảo Lộc                                  | Upcom |
| BXD      | Công ty Cổ phần Vận tải và Quản lý Bến xe Đà Nẵng                                   | Upcom |
| BXH      | Công ty cổ phần VICEM Bao bì Hải Phòng                                              | HNX   |
| C12      | Công ty Cổ phần Cầu 12 - Cienco 1                                                   | Upcom |
| C21      | Công ty cổ phần Thế kỷ 21                                                           | Upcom |
| C32      | Công ty Cổ phần Đầu tư Xây dựng 3-2                                                 | HSX   |
| C47      | Công ty Cổ phần Xây dựng 47                                                         | HSX   |
| C71      | Công ty Cổ phần 471                                                                 | Upcom |
| C92      | Công ty Cổ phần Xây dựng và Đầu tư 492                                              | HNX   |
| CAD      | Công ty Cổ phần Chế biến và Xuất nhập khẩu Thủy sản CADOVIMEX                       | Upcom |
| CAN      | Công ty Cổ phần Đồ hộp Hạ Long                                                      | HNX   |
| CAP      | Công ty Cổ phần Lâm Nông sản Thực phẩm Yên Bái                                      | HNX   |
| CAV      | Công ty cổ phần Dây Cáp Điện Việt Nam                                               | HSX   |
| CCI      | Công ty Cổ phần Đầu tư Phát triển Công nghiệp - Thương mại Củ Chi                   | HSX   |
| CCL      | Công ty cổ phần Đầu tư và Phát triển Đô thị Dầu khí Cửu Long                        | HSX   |
| CCM      | Công ty Cổ phần Khoáng sản & Xi măng Cần Thơ                                        | HNX   |
| CCR      | Công ty cổ phần Cảng Cam Ranh                                                       | Upcom |
| CCV      | Công ty cổ phần Tư vấn Xây dựng Công nghiệp và Đô thị Việt Nam                      | Upcom |
| CDC      | Công ty Cổ phần Chương Dương                                                        | HSX   |
| CDG      | Công ty Cổ phần Cầu Đuống                                                           | Upcom |
| CDH      | CTCP Công trình công cộng Dịch vụ Du lịch Hải Phòng                                 | Upcom |
| CDN      | Công ty cổ phần Cảng Đà Nẵng                                                        | HNX   |
| CDO      | Công ty Cổ phần Tư vấn thiết kế và Phát triển đô thị                                | HSX   |
| CEC      | Công ty Cổ phần Thiết kế Công nghiệp Hóa chất                                       | Upcom |
| CEO      | Công ty Cổ phần Tập đoàn C.E.O                                                      | HNX   |
| CFC      | Công ty Cổ phần Cafico Việt Nam                                                     | Upcom |
| CGP      | Công ty cổ phần Dược phẩm Cần Giờ                                                   | Upcom |
| CHC      | Công ty Cổ phần Cẩm Hà                                                              | Upcom |
| CHP      | Công ty Cổ phần Thủy điện miền Trung                                                | HSX   |
| CHS      | Công ty Cổ phần Chiếu sáng Công cộng Thành phố Hồ Chí Minh                          | Upcom |
| CI5      | Công ty cổ phần Đầu tư Xây dựng số 5                                                | Upcom |
| CIC      | Công ty Cổ phần Đầu tư và Xây dựng COTEC                                            | HNX   |
| CID      | Công ty Cổ phần Xây dựng và Phát triển Cơ sở Hạ tầng                                | Upcom |
| CIG      | Công ty Cổ phần COMA18                                                              | HSX   |
| CII      | Công ty cổ phần Đầu tư Hạ tầng Kỹ thuật TP. Hồ Chí Minh                             | HSX   |
| CII41401 | Trái phiếu chuyển đổi Công ty cổ phần Đầu tư Hạ tầng Kỹ thuật Thành phố Hồ Chí Minh | HSX   |
| CJC      | Công ty Cổ phần Cơ điện Miền Trung                                                  | HNX   |
| CK8      | Công ty Cổ phần Cơ khí 120                                                          | Upcom |
| CKD      | Công ty cổ phần Cơ khí Đông Anh Licogi                                              | Upcom |
| CKH      | Công ty Cổ phần Cơ khí chế tạo Hải Phòng                                            | Upcom |
| CKV      | Công ty Cổ phần COKYVINA                                                            | HNX   |
| CLC      | Công ty Cổ phần Cát Lợi                                                             | HSX   |
| CLG      | Công ty Cổ phần Đầu tư và Phát triển Nhà đất COTEC                                  | HSX   |
| CLH      | Công ty cổ phần Xi măng La Hiên VVMI                                                | HNX   |
| CLL      | Công ty cổ phần Cảng Cát Lái                                                        | HSX   |
| CLM      | CTCP Xuất nhập khẩu Than - Vinacomin                                                | HNX   |
| CLP      | Công ty Cổ phần Thủy Sản Cửu Long                                                   | HSX   |
| CLS      | Công ty Cổ phần Chứng Khoán Chợ Lớn                                                 | Upcom |
| CLW      | Công ty Cổ phần Cấp nước Chợ Lớn                                                    | HSX   |
| CLX      | Công ty Cổ phần Xuất nhập khẩu và Đầu tư Chợ Lớn                                    | Upcom |
| CMC      | Công ty Cổ phần Đầu tư CMC                                                          | HNX   |
| CMF      | Công ty Cổ phần Thực phẩm Cholimex                                                  | Upcom |
| CMG      | Công ty Cổ phần Tập đoàn Công nghệ CMC                                              | HSX   |
| CMI      | Công ty cổ phần CMISTONE Việt Nam                                                   | HNX   |
| CMK      | Công ty cổ phần Cơ khí Mạo khê - Vinacomin                                          | Upcom |
| CMP      | CTCP Cảng Chân Mây                                                                  | Upcom |
| CMS      | Công ty cổ phần Xây dựng và Nhân lực Việt Nam                                       | HNX   |
| CMT      | Công ty Cổ phần Công nghệ Mạng và Truyền thông                                      | HSX   |
| CMV      | Công ty Cổ phần Thương nghiệp Cà Mau                                                | HSX   |
| CMX      | Công ty Cổ phần Chế biến và Xuất nhập khẩu Thủy sản Cà Mau                          | HSX   |
| CNC      | Công ty cổ phần Công nghệ cao Traphaco                                              | Upcom |
| CNG      | Công ty cổ phần CNG Việt Nam                                                        | HSX   |
| CNH      | Công ty Cổ phần Cảng Nha Trang                                                      | Upcom |
| CNN      | CTCP Tư vấn công nghệ, thiết bị và kiểm định xây dựng - CONINCO                     | Upcom |
| CNT      | Công ty Cổ phần Xây dựng và Kinh doanh Vật tư                                       | Upcom |
| COM      | Công ty Cổ phần Vật tư - Xăng dầu                                                   | HSX   |
| CPC      | Công ty Cổ phần Thuốc sát trùng Cần Thơ                                             | HNX   |
| CPH      | Công ty Cổ phần Mai táng Hải Phòng                                                  | Upcom |
| CQT      | Công ty cổ phần Xi măng Quán Triều VVMI                                             | Upcom |
| CSC      | Công ty Cổ phần Đầu tư và Xây dựng Thành Nam                                        | HNX   |
| CSG      | Công ty Cổ phần Cáp Sài Gòn                                                         | HSX   |
| CSM      | Công ty Cổ phần Công nghiệp Cao su Miền Nam                                         | HSX   |
| CSV      | Công ty Cổ phần Hóa chất Cơ bản miền Nam                                            | HSX   |
| CT3      | Công ty Cổ phần Đầu tư và Xây dựng Công trình 3                                     | Upcom |
| CT6      | Công ty Cổ phần Công trình 6                                                        | HNX   |
| CTA      | Công ty Cổ phần Vinavico                                                            | HNX   |
| CTB      | Công ty Cổ phần Chế tạo Bơm Hải Dương                                               | HNX   |
| CTC      | Công ty cổ phần Gia Lai CTC                                                         | HNX   |
| CTD      | Công ty Cổ phần Xây dựng Coteccons                                                  | HSX   |
| CTF      | Công ty cổ phần City Auto                                                           | HSX   |
| CTG      | Ngân hàng Thương mại Cổ phần Công thương Việt Nam                                   | HSX   |
| CTI      | Công ty Cổ phần Đầu tư Phát triển Cường Thuận IDICO                                 | HSX   |
| CTM      | Công ty Cổ phần Đầu tư Xây dựng và Khai thác mỏ Vinavico                            | HNX   |
| CTN      | Công ty Cổ phần Xây dựng Công trình ngầm                                            | Upcom |
| CTP      | Công ty Cổ phần Thương Phú                                                          | HNX   |
| CTS      | Công ty cổ phần Chứng khoán Ngân hàng Công thương Việt Nam                          | HNX   |
| CTT      | CTCP Chế tạo máy Vinacomin                                                          | HNX   |
| CTV      | Công ty cổ phần Đầu tư-Sản xuất và Thương mại Việt Nam                              | HNX   |
| CTW      | CTCP Cấp thoát nước Cần Thơ                                                         | Upcom |
| CTX      | Tổng Công ty Cổ phần Đầu tư Xây dựng và Thương mại Việt Nam                         | HNX   |
| CVC      | Công ty Cổ Phần Cơ điện Vật tư                                                      | Upcom |
| CVN      | Công ty cổ phần Vinam                                                               | HNX   |
| CVT      | Công ty Cổ phần CMC                                                                 | HNX   |
| CX8      | Công ty cổ phần Đầu tư và Xây lắp Constrexim số 8                                   | HNX   |
| CXH      | CTCP Xe khách Hà Nội                                                                | Upcom |
| CYC      | Công ty Cổ phần Gạch men Chang Yih                                                  | HSX   |
| CZC      | Công ty cổ phần Than miền Trung - Vinacomin                                         | Upcom |
| D11      | Công ty Cổ phần Địa ốc 11                                                           | HNX   |
| D26      | Công ty Cổ phần Quản lý và Xây dựng Đường bộ 26                                     | Upcom |
| D2D      | Công ty Cổ phần Phát triển Đô thị Công nghiệp Số 2                                  | HSX   |
| DAC      | Công ty Cổ phần Viglacera Đông Anh                                                  | Upcom |
| DAD      | Công ty Cổ phần Đầu tư và Phát triển Giáo dục Đà Nẵng                               | HNX   |
| DAE      | Công ty Cổ phần Sách Giáo dục tại Tp. Đà Nẵng                                       | HNX   |
| DAG      | Công ty Cổ phần Tập đoàn Nhựa Đông Á                                                | HSX   |
| DAH      | Công ty cổ phần Tập đoàn Khách sạn Đông Á                                           | HSX   |
| DAP      | Công ty Cổ phần Đông Á                                                              | Upcom |
| DAS      | Công ty Cổ phần Máy - Thiết bị Dầu khí Đà Nẵng                                      | Upcom |
| DAT      | Công ty Cổ phần Đầu tư Du lịch và Phát triển Thủy sản                               | HSX   |
| DBC      | Công ty Cổ phần Tập đoàn Dabaco Việt Nam                                            | HNX   |
| DBD      | Công ty Cổ phần Dược - Trang thiết bị Y tế Bình Định                                | Upcom |
| DBH      | CTCP Đường bộ Hải Phòng                                                             | Upcom |
| DBM      | Công ty Cổ phần Dược - Vật tư Y tế Đăk Lăk                                          | Upcom |
| DBT      | Công ty Cổ phần Dược phẩm Bến Tre                                                   | HNX   |
| DBW      | Công ty Cổ phần Cấp nước Điện Biên                                                  | Upcom |
| DC1      | CTCP Đầu tư Phát triển Xây dựng số 1                                                | Upcom |
| DC2      | Công ty Cổ phần Đầu tư Phát triển - Xây dựng số 2                                   | HNX   |
| DC4      | Công ty Cổ phần DIC số 4                                                            | HNX   |
| DCC      | Công ty Cổ phần Xây dựng Công nghiệp DESCON                                         | HSX   |
| DCD      | CTCP Du lịch và Thương mại DIC                                                      | Upcom |
| DCF      | Công ty Cổ phần Xây dựng và Thiết kế số 1                                           | Upcom |
| DCI      | Công ty Cổ phần Công nghiệp Hóa chất Đà Nẵng                                        | Upcom |
| DCL      | Công ty Cổ phần Dược phẩm Cửu Long                                                  | HSX   |
| DCM      | Công ty Cổ phần Phân bón Dầu khí Cà Mau                                             | HSX   |
| DCS      | Công ty Cổ phần Tập đoàn Đại Châu                                                   | HNX   |
| DCT      | Công ty Cổ phần Tấm lợp Vật liệu xây dựng Đồng Nai                                  | Upcom |
| DDH      | CTCP Đảm bảo giao thông đường thủy Hải Phòng                                        | Upcom |
| DDM      | Công ty Cổ phần Hàng hải Đông Đô                                                    | Upcom |
| DDN      | Công ty Cổ phần Dược - Thiết bị Y tế Đà Nẵng                                        | Upcom |
| DDV      | Công ty cổ phần DAP - VINACHEM                                                      | Upcom |
| DFC      | Công ty Cổ phần Xích líp Đông Anh                                                   | Upcom |
| DGC      | Công ty Cổ phần Bột giặt và Hoá chất Đức Giang                                      | HNX   |
| DGL      | CTCP Hóa chất Đức Giang – Lào Cai                                                   | HNX   |
| DGT      | Công ty cổ phần Công trình Giao thông Đồng Nai                                      | Upcom |
| DGW      | Công ty cổ phần Thế giới số                                                         | HSX   |
| DHA      | Công ty Cổ phần Hóa An                                                              | HSX   |
| DHC      | Công ty Cổ phần Đông Hải Bến Tre                                                    | HSX   |
| DHG      | Công ty Cổ phần Dược Hậu Giang                                                      | HSX   |
| DHI      | Công ty cổ phần In Diên Hồng                                                        | HNX   |
| DHL      | Công ty cổ phần Cơ khí Vận tải Thương mại Đại Hưng                                  | HNX   |
| DHM      | Công ty cổ phần Thương mại và Khai thác Khoáng sản Dương Hiếu                       | HSX   |
| DHP      | Công ty Cổ phần Điện Cơ Hải Phòng                                                   | HNX   |
| DHT      | Công ty Cổ phần Dược phẩm Hà Tây                                                    | HNX   |
| DIC      | Công ty Cổ phần Đầu tư và Thương mại DIC                                            | HSX   |
| DID      | Công ty Cổ phần DIC - Đồng Tiến                                                     | HNX   |
| DIG      | Tổng Công ty Cổ phần Đầu tư Phát triển Xây dựng                                     | HSX   |
| DIH      | Công ty Cổ phần Đầu tư Phát triển Xây dựng - Hội An                                 | HNX   |
| DL1      | Công ty Cổ phần Đầu tư Phát triển Dịch vụ Công trình Công cộng Đức Long Gia Lai     | HNX   |
| DLC      | Công ty cổ phần Du lịch Cần Thơ                                                     | Upcom |
| DLD      | Công ty Cổ phần Du lịch Đắk Lắk                                                     | Upcom |
| DLG      | Công ty Cổ phần Tập đoàn Đức Long Gia Lai                                           | HSX   |
| DLR      | Công ty Cổ phần Địa ốc Đà Lạt                                                       | HNX   |
| DLT      | CTCP Du lịch và Thương mại – Vinacomin                                              | Upcom |
| DLV      | Công ty Cổ phần Du lịch Việt Nam Vitours                                            | Upcom |
| DMC      | Công ty Cổ phần Xuất nhập khẩu Y tế Domesco                                         | HSX   |
| DNC      | Công ty Cổ phần Điện nước Lắp máy Hải Phòng                                         | HNX   |
| DND      | CTCP Đầu tư Xây dựng và Vật liệu Đồng Nai                                           | Upcom |
| DNF      | Công ty Cổ phần Lương thực Đà Nẵng                                                  | Upcom |
| DNL      | Công ty cổ phần Logistic Cảng Đà Nẵng                                               | Upcom |
| DNM      | Tổng Công ty cổ phần Y tế Danameco                                                  | HNX   |
| DNP      | Công ty Cổ phần Nhựa Đồng Nai                                                       | HNX   |
| DNR      | CTCP Đường sắt Quảng Nam - Đà Nẵng                                                  | Upcom |
| DNS      | Công ty Cổ phần Thép Đà Nẵng                                                        | Upcom |
| DNT      | Công ty Cổ phần Du lịch Đồng Nai                                                    | Upcom |
| DNW      | Công ty cổ phần Cấp nước Đồng Nai                                                   | Upcom |
| DNY      | Công ty Cổ phần Thép Dana - Ý                                                       | HNX   |
| DOC      | Công ty cổ phần Vật tư nông nghiệp Đồng Nai                                         | Upcom |
| DOP      | CTCP Vận tải Xăng dầu Đồng Tháp                                                     | Upcom |
| DP3      | Công ty Cổ phần Dược phẩm Trung ương 3                                              | HNX   |
| DPC      | Công ty Cổ phần Nhựa Đà Nẵng                                                        | HNX   |
| DPG      | Công ty Cổ phần Đạt Phương                                                          | Upcom |
| DPH      | Công ty Cổ phần Dược phẩm Hải Phòng                                                 | Upcom |
| DPM      | Tổng Công ty Phân bón và Hóa chất Dầu khí-CTCP                                      | HSX   |
| DPP      | Công ty Cổ phần Dược Đồng Nai                                                       | Upcom |
| DPR      | Công ty Cổ phần Cao su Đồng Phú                                                     | HSX   |
| DPS      | Công ty cổ phần Đầu tư Phát triển Sóc Sơn                                           | HNX   |
| DQC      | Công ty Cổ phần Bóng đèn Điện Quang                                                 | HSX   |
| DRC      | Công ty Cổ phần Cao su Đà Nẵng                                                      | HSX   |
| DRH      | Công ty cổ phần Đầu tư Căn nhà Mơ ước                                               | HSX   |
| DRL      | Công ty Cổ phần Thủy điện – Điện lực 3                                              | HSX   |
| DSN      | Công ty Cổ phần Công viên nước Đầm Sen                                              | HSX   |
| DST      | Công ty Cổ phần Sách và Thiết bị giáo dục Nam Định                                  | HNX   |
| DSV      | Công ty Cổ phần Đường sắt Vĩnh Phú                                                  | Upcom |
| DT4      | CTCP Quản lý bảo trì đường thủy nội địa số 4                                        | Upcom |
| DTA      | Công ty Cổ phần Đệ Tam                                                              | HSX   |
| DTC      | Công ty Cổ phần Viglacera Đông Triều                                                | Upcom |
| DTG      | Công ty Cổ phần Dược phẩm Tipharco                                                  | Upcom |
| DTK      | Tổng công ty Điện lực TKV - CTCP                                                    | Upcom |
| DTL      | Công ty Cổ phần Đại Thiên Lộc                                                       | HSX   |
| DTN      | Công ty Cổ phần Diêm Thống Nhất                                                     | Upcom |
| DTT      | Công ty Cổ phần Kỹ nghệ Đô Thành                                                    | HSX   |
| DTV      | Công ty Cổ phần Phát triển điện Nông thôn Trà Vinh                                  | Upcom |
| DVC      | Công ty cổ phần Thương mại Dịch vụ Tổng hợp Cảng Hải Phòng                          | Upcom |
| DVD      | Công ty Cổ phần Dược phẩm Viễn Đông                                                 | HSX   |
| DVH      | Công ty cổ phần Chế tạo máy điện Việt Nam - Hungari                                 | Upcom |
| DVP      | Công ty cổ phần Đầu tư và Phát triển Cảng Đình Vũ                                   | HSX   |
| DXG      | Công ty Cổ phần Dịch vụ và Xây dựng Địa ốc Đất Xanh                                 | HSX   |
| DXL      | Công ty Cổ phần Du lịch và Xuất nhập khẩu Lạng Sơn                                  | Upcom |
| DXP      | Công ty cổ phần Cảng Đoạn Xá                                                        | HNX   |
| DXV      | Công ty Cổ phần VICEM Vật liệu Xây dựng Đà Nẵng                                     | HSX   |
| DZM      | Công ty Cổ phần Chế tạo máy Dzĩ An                                                  | HNX   |
| E1SSHN30 | Chứng chỉ quỹ ETF SSIAM-HNX30                                                       | HNX   |
| E1VFVN30 | Quỹ ETF VFMVN30                                                                     | HSX   |
| EAD      | CTCP Thủy điện Điện lực Đắk Lắk                                                     | Upcom |
| EBS      | Công ty Cổ phần Sách Giáo dục tại Tp.Hà Nội                                         | HNX   |
| ECI      | Công ty Cổ phần Bản đồ và Tranh ảnh Giáo dục                                        | HNX   |
| EFI      | Công ty Cổ phần Đầu tư Tài chính Giáo dục                                           | HNX   |
| EIB      | Ngân hàng Thương mại Cổ phần Xuất nhập khẩu Việt Nam                                | HSX   |
| EIC      | Công ty cổ phần EVN Quốc tế                                                         | Upcom |
| EID      | Công ty Cổ phần Đầu tư và Phát triển giáo dục Hà Nội                                | HNX   |
| ELC      | Công ty Cổ phần Đầu tư Phát triển Công nghệ Điện tử Viễn thông                      | HSX   |
| EMC      | Công ty cổ phần Cơ điện Thủ Đức                                                     | HSX   |
| EMG      | Công ty Cổ phần Thiết bị Phụ tùng Cơ điện                                           | Upcom |
| EVE      | Công ty cổ phần Everpia Việt Nam                                                    | HSX   |
| FBA      | Công ty Cổ phần Tập đoàn Quốc tế FBA                                                | Upcom |
| FBT      | Công ty Cổ phần Xuất nhập khẩu Lâm Thủy sản Bến Tre                                 | HSX   |
| FCC      | CTCP Liên hợp Thực phẩm                                                             | Upcom |
| FCM      | Công ty cổ phần Khoáng sản FECON                                                    | HSX   |
| FCN      | Công ty cổ phần FECON                                                               | HSX   |
| FCS      | Công ty Cổ phần Lương thực Thành phố Hồ Chí Minh                                    | Upcom |
| FDC      | Công ty Cổ phần Ngoại thương và Phát triển Đầu tư Thành phố Hồ Chí Minh             | HSX   |
| FDG      | Công ty Cổ phần Docimexco                                                           | Upcom |
| FDT      | Công ty cổ phần Fiditour                                                            | HNX   |
| FID      | Công ty Cổ phần Đầu tư và Phát triển Doanh nghiệp Việt Nam                          | HNX   |
| FIT      | Công ty cổ phần Tập đoàn F.I.T                                                      | HSX   |
| FLC      | Công ty cổ phần Tập đoàn FLC                                                        | HSX   |
| FMC      | Công ty Cổ phần Thực phẩm Sao Ta                                                    | HSX   |
| FOX      | Công ty Cổ phần Viễn thông FPT                                                      | Upcom |
| FPC      | Công ty Cổ phần Full Power                                                          | HSX   |
| FPT      | Công ty Cổ phần FPT                                                                 | HSX   |
| FRT      | Công ty cổ phần Bán lẻ Kỹ thuật số FPT                                              | HSX   |
| FSO      | Công ty Cổ phần Cơ khí đóng tàu thủy sản Việt Nam                                   | Upcom |
| FTM      | Công ty Cổ phần Đầu tư và Phát triển Đức Quân                                       | HSX   |
| FTS      | Công ty Cổ phần Chứng khoán FPT                                                     | HSX   |
| FUCTVGF1 | Quỹ Đầu tư tăng trưởng TVAM                                                         | HSX   |
| FUCVREIT | Quỹ Đầu tư Bất động sản Techcom Việt Nam                                            | HSX   |
| G20      | Công ty cổ phần Đầu tư Dệt may G.Home                                               | HNX   |
| G36      | Tổng Công ty 36 - CTCP                                                              | Upcom |
| GAS      | Tổng Công ty Khí Việt Nam-CTCP                                                      | HSX   |
| GBS      | Công ty Cổ phần Chứng khoán Golden Bridge Việt Nam                                  | HNX   |
| GCB      | Công ty Cổ Phần Petec Bình Định                                                     | Upcom |
| GDT      | Công ty Cổ phần Chế biến Gỗ Đức Thành                                               | HSX   |
| GDW      | Công ty Cổ phần Cấp nước Gia Định                                                   | Upcom |
| GER      | Công ty Cổ phần Thể thao Ngôi sao Geru                                              | Upcom |
| GEX      | Công ty Cổ phần Tập đoàn GELEX                                                      | HoSE  |
| GFC      | Công ty Cổ phần Thủy sản Gentraco                                                   | HNX   |
| GGG      | Công ty cổ phần Ô tô Giải Phóng                                                     | Upcom |
| GGS      | Công ty Cổ phần Giống Gia súc Hà Nội                                                | Upcom |
| GHA      | Công ty Cổ phần HAPACO Hải Âu                                                       | HNX   |
| GHC      | Công ty Cổ phần Thủy điện Gia Lai                                                   | Upcom |
| GIL      | Công ty Cổ phần Sản xuất Kinh doanh Xuất nhập khẩu Bình Thạnh                       | HSX   |
| GLT      | Công ty cổ phần Kỹ thuật điện Toàn Cầu                                              | HNX   |
| GMC      | Công ty Cổ phần Sản xuất Thương mại May Sài Gòn                                     | HSX   |
| GMD      | Công ty Cổ phần Gemadept                                                            | HSX   |
| GMX      | Công ty cổ phần Gạch Ngói Gốm Xây dựng Mỹ Xuân                                      | HNX   |
| GND      | Công ty Cổ phần Gạch ngói Đồng Nai                                                  | Upcom |
| GSM      | Công ty cổ phần Thủy điện Hương Sơn                                                 | Upcom |
| GSP      | Công ty cổ phần Vận tải Sản phẩm khí quốc tế                                        | HSX   |
| GTA      | Công ty Cổ phần Chế biến Gỗ Thuận An                                                | HSX   |
| GTC      | Công ty Cổ phần Trà Rồng Vàng                                                       | Upcom |
| GTD      | Công ty Cổ phần Giầy Thượng Đình                                                    | Upcom |
| GTH      | Công ty Cổ phần Xây dựng Giao thông Thừa Thiên Huế                                  | Upcom |
| GTN      | Công ty cổ phần GTNFOODS                                                            | HSX   |
| GTS      | CTCP Công trình Giao thông Sài Gòn                                                  | Upcom |
| GTT      | Công ty Cổ phần Thuận Thảo                                                          | Upcom |
| GVT      | Công ty Cổ phần Giấy Việt Trì                                                       | Upcom |
| H11      | CTCP Xây dựng HUD101                                                                | Upcom |
| HAC      | Công ty Cổ phần Chứng khoán Hải Phòng                                               | Upcom |
| HAD      | Công ty Cổ phần Bia Hà Nội - Hải Dương                                              | HNX   |
| HAG      | Công ty Cổ phần Hoàng Anh Gia Lai                                                   | HSX   |
| HAH      | Công ty Cổ phần Vận tải và Xếp dỡ Hải An                                            | HSX   |
| HAI      | Công ty Cổ phần Nông dược H.A.I                                                     | HSX   |
| HAN      | Tổng công ty Xây dựng Hà Nội - CTCP                                                 | Upcom |
| HAP      | Công ty Cổ phần Tập đoàn Hapaco                                                     | HSX   |
| HAR      | Công ty Cổ phần Đầu tư Thương mại Bất động sản An Dương Thảo Điền                   | HSX   |
| HAS      | Công ty Cổ phần HACISCO                                                             | HSX   |
| HAT      | Công ty Cổ phần Thương mại Bia Hà Nội                                               | HNX   |
| HAX      | Công ty Cổ phần Dịch vụ Ô tô Hàng Xanh                                              | HSX   |
| HBB      | Ngân hàng Thương mại Cổ phần Nhà Hà Nội                                             | HNX   |
| HBC      | Công ty cổ phần Xây dựng và Kinh doanh Địa ốc Hoà Bình                              | HSX   |
| HBD      | Công ty Cổ phần Bao bì PP Bình Dương                                                | Upcom |
| HBE      | Công ty Cổ phần Sách - Thiết bị trường học Hà Tĩnh                                  | HNX   |
| HBI      | Công ty Cổ phần HBI                                                                 | Upcom |
| HBS      | Công ty Cổ phần Chứng khoán Hòa Bình                                                | HNX   |
| HCC      | Công ty Cổ phần Bê tông Hoà Cầm - Intimex                                           | HNX   |
| HCD      | Công ty Cổ phần Đầu tư Sản xuất và Thương mại HCD                                   | HSX   |
| HCI      | Công ty Cổ phần Đầu tư - Xây dựng Hà Nội                                            | Upcom |
| HCM      | Công ty Cổ phần Chứng khoán Thành phố Hồ Chí Minh                                   | HSX   |
| HCT      | Công ty Cổ phần Thương mại Dịch vụ Vận tải Xi măng Hải Phòng                        | HNX   |
| HD2      | CTCP Đầu tư Phát triển nhà HUD2                                                     | Upcom |
| HDA      | Công ty Cổ phần Hãng sơn Đông Á                                                     | HNX   |
| HDC      | Công ty Cổ phần Phát triển nhà Bà Rịa-Vũng Tàu                                      | HSX   |
| HDG      | Công ty Cổ phần Tập đoàn Hà Đô                                                      | HSX   |
| HDM      | Công ty Cổ phần Dệt - May Huế                                                       | Upcom |
| HDO      | Công ty Cổ phần Hưng Đạo Container                                                  | HNX   |
| HDP      | Công ty Cổ phần Dược Hà Tĩnh                                                        | Upcom |
| HEC      | Công ty Cổ phần Tư vấn Xây dựng Thủy lợi II                                         | Upcom |
| HEM      | Công ty cổ phần Chế tạo Điện Cơ Hà Nội                                              | Upcom |
| HES      | Công ty Cổ phần Dịch vụ Giải trí Hà Nội                                             | Upcom |
| HEV      | Công ty Cổ phần Sách Đại học - Dạy nghề                                             | HNX   |
| HFC      | Công ty Cổ phần Xăng dầu Chất đốt Hà Nội                                            | Upcom |
| HFX      | Công ty cổ phần Sản xuất - Xuất nhập khẩu Thanh Hà                                  | Upcom |
| HGM      | Công ty cổ phần Cơ khí và Khoáng sản Hà Giang                                       | HNX   |
| HGW      | Công ty Cổ phần Cấp thoát nước - Công trình đô thị Hậu Giang                        | Upcom |
| HHA      | Công ty cổ phần Văn phòng phẩm Hồng Hà                                              | Upcom |
| HHC      | Công ty Cổ phần Bánh kẹo Hải Hà                                                     | HNX   |
| HHG      | Công ty Cổ phần Hoàng Hà                                                            | HNX   |
| HHL      | Công ty Cổ phần Hồng Hà Long An                                                     | HNX   |
| HHN      | Công ty Cổ Phần Vận tải và Dịch vụ Hàng hóa Hà Nội                                  | Upcom |
| HHR      | Công ty Cổ phần Đường sắt Hải Hà                                                    | Upcom |
| HHS      | Công ty Cổ phần Đầu tư Dịch vụ Hoàng Huy                                            | HSX   |
| HHV      | CTCP Quản lý và Khai thác Hầm Đường Bộ Hải Vân                                      | Upcom |
| HID      | Công ty Cổ phần Đầu tư và Tư vấn Hà Long                                            | HSX   |
| HIG      | Công ty Cổ phần Tập đoàn HIPT                                                       | Upcom |
| HJC      | Công ty Cổ phần Hòa Việt                                                            | Upcom |
| HJS      | Công ty Cổ phần Thủy điện Nậm Mu                                                    | HNX   |
| HKB      | Công ty Cổ phần Nông nghiệp và Thực phẩm Hà Nội - Kinh Bắc                          | HNX   |
| HKP      | CTCP Bao bì Hà Tiên                                                                 | Upcom |
| HKT      | Công ty Cổ phần Chè Hiệp Khánh                                                      | HNX   |
| HLA      | Công ty Cổ phần Hữu Liên Á Châu                                                     | Upcom |
| HLB      | Công ty Cổ phần Bia và Nước giải khát Hạ Long                                       | Upcom |
| HLC      | CTCP Than Hà Lầm - Vinacomin                                                        | HNX   |
| HLD      | Công ty Cổ phần Đầu tư và Phát triển Bất động sản HUDLAND                           | HNX   |
| HLG      | Công ty Cổ phần Tập đoàn Hoàng Long                                                 | HSX   |
| HLR      | Công ty Cổ phần Đường sắt Hà Lạng                                                   | Upcom |
| HLY      | Công ty Cổ phần Viglacera Hạ Long I                                                 | HNX   |
| HMC      | Công ty Cổ phần Kim khí Thành phố Hồ Chí Minh - Vnsteel                             | HSX   |
| HMG      | CTCP Kim khí Hà Nội - VNSTEEL                                                       | Upcom |
| HMH      | Công ty Cổ phần Hải Minh                                                            | HNX   |
| HNB      | CTCP Bến xe Hà Nội                                                                  | Upcom |
| HND      | CTCP Nhiệt điện Hải Phòng                                                           | Upcom |
| HNF      | CTCP Thực phẩm Hữu Nghị                                                             | Upcom |
| HNG      | Công ty cổ phần Nông nghiệp Quốc tế Hoàng Anh Gia Lai                               | HSX   |
| HNM      | Công ty Cổ phần Sữa Hà Nội                                                          | HNX   |
| HNP      | Công ty Cổ phần Hanel Xốp nhựa                                                      | Upcom |
| HNT      | Công ty Cổ phần Xe điện Hà Nội                                                      | Upcom |
| HOM      | Công ty cổ phần Xi măng VICEM Hoàng Mai                                             | HNX   |
| HOT      | Công ty cổ phần Du lịch - Dịch vụ Hội An                                            | HSX   |
| HPB      | Công ty Cổ phần Bao bì PP                                                           | Upcom |
| HPC      | Công ty Cổ phần Chứng khoán Hải Phòng                                               | HNX   |
| HPD      | Công ty Công ty Cổ phần Thủy điện Đăk Đoa                                           | Upcom |
| HPG      | Công ty cổ phần Tập đoàn Hòa Phát                                                   | HSX   |
| HPL      | Công ty Cổ phần Bến xe Tàu phà Cần Thơ                                              | Upcom |
| HPM      | CTCP Xây dựng Thương mại và Khoáng sản Hoàng Phúc                                   | HNX   |
| HPP      | Công ty Cổ phần Sơn Hải Phòng                                                       | Upcom |
| HPR      | Công ty Cổ phần Đầu tư Xây dựng Hồng Phát                                           | HNX   |
| HPS      | Công ty Cổ phần Đá Xây dựng Hoà Phát                                                | HNX   |
| HPT      | Công ty Cổ phần Dịch vụ Công nghệ Tin học HPT                                       | Upcom |
| HPW      | Công ty Cổ phần Cấp nước Hải Phòng                                                  | Upcom |
| HQC      | Công ty cổ phần Tư vấn-Thương mại-Dịch vụ Địa ốc Hoàng Quân                         | HSX   |
| HRC      | Công ty Cổ phần Cao su Hòa Bình                                                     | HSX   |
| HRG      | Công ty cổ phần Cao su Hà Nội                                                       | Upcom |
| HRT      | Công ty cổ phần Vận tải Đường sắt Hà Nội                                            | Upcom |
| HSA      | Công ty Cổ phần HESTIA                                                              | Upcom |
| HSC      | Công ty Cổ phần Hacinco                                                             | HNX   |
| HSG      | Công ty Cổ phần Tập đoàn Hoa Sen                                                    | HSX   |
| HSI      | Công ty Cổ phần Vật tư tổng hợp và Phân bón Hóa sinh                                | Upcom |
| HST      | Công ty cổ phần Phát hành Sách và Thiết bị Trường học Hưng Yên                      | HNX   |
| HT1      | Công ty Cổ phần Xi Măng Hà Tiên 1                                                   | HSX   |
| HT2      | Công ty Cổ phần Xi măng Hà Tiên 2                                                   | HSX   |
| HTB      | Công ty Cổ phần Xây dựng Huy Thắng                                                  | HNX   |
| HTC      | Công ty Cổ phần Thương mại Hóc Môn                                                  | HNX   |
| HTI      | Công ty Cổ phần Đầu tư phát triển hạ tầng IDICO                                     | HSX   |
| HTL      | Công ty Cổ phần Kỹ thuật và Ô tô Trường Long                                        | HSX   |
| HTP      | Công ty Cổ phần In Sách giáo khoa Hoà Phát                                          | HNX   |
| HTR      | Công ty Cổ phần Đường sắt Hà Thái                                                   | Upcom |
| HTU      | Công ty Cổ phần Môi trường và Công trình Đô thị Hà Tĩnh                             | Upcom |
| HTV      | Công ty Cổ phần Vận tải Hà Tiên                                                     | HSX   |
| HTW      | Công ty Cổ phần Cấp nước Hà Tĩnh                                                    | Upcom |
| HU1      | Công ty Cổ phần Đầu tư và Xây dựng HUD1                                             | HSX   |
| HU3      | Công ty cổ phần Đầu tư và Xây dựng HUD3                                             | HSX   |
| HU4      | Công ty Cổ phần Đầu tư và Xây dựng HUD4                                             | Upcom |
| HU6      | Công ty cổ phần Đầu tư Phát triển nhà và Đô thị HUD 6                               | Upcom |
| HUT      | Công ty Cổ phần Tasco                                                               | HNX   |
| HVA      | Công ty cổ phần Nông nghiệp xanh Hưng Việt                                          | HNX   |
| HVC      | Công ty Cổ phần Hưng Vượng                                                          | Upcom |
| HVG      | Công ty Cổ phần Hùng Vương                                                          | HSX   |
| HVN      | Tổng Công ty Hàng không Việt Nam - CTCP                                             | HoSE  |
| HVT      | Công ty Cổ phần Hóa chất Việt Trì                                                   | HNX   |
| HVX      | Công ty Cổ phần Xi măng Vicem Hải Vân                                               | HSX   |
| I10      | CTCP Đầu tư Xây dựng số 10 IDICO                                                    | Upcom |
| I40      | Công ty Cổ phần Đầu tư và Xây dựng 40                                               | Upcom |
| IBC      | CTCP Đầu tư Apax Holding                                                            | Upcom |
| ICC      | CTCP Xây dựng Công nghiệp                                                           | Upcom |
| ICF      | Công ty Cổ phần Đầu tư Thương mại Thủy Sản                                          | HSX   |
| ICG      | Công ty Cổ phần Xây dựng Sông Hồng                                                  | HNX   |
| ICI      | Công ty Cổ phần Đầu tư và Xây dựng Công nghiệp                                      | Upcom |
| ICN      | Công ty cổ phần Đầu tư Xây dựng Dầu khí IDICO                                       | Upcom |
| IDI      | Công ty Cổ phần Đầu tư và Phát triển Đa Quốc Gia I.D.I                              | HSX   |
| IDJ      | Công ty Cổ phần Đầu tư Tài chính Quốc tế và Phát triển Doanh nghiệp IDJ             | HNX   |
| IDV      | Công ty Cổ phần Phát triển Hạ tầng Vĩnh Phúc                                        | HNX   |
| IFC      | CTCP Thực phẩm Công nghệ Sài Gòn                                                    | Upcom |
| IFS      | Công ty Cổ phần Thực phẩm Quốc tế                                                   | Upcom |
| IHK      | Công ty Cổ phần In Hàng không                                                       | Upcom |
| IJC      | Công ty Cổ phần Phát triển Hạ tầng Kỹ thuật                                         | HSX   |
| ILC      | Công ty Cổ phần Hợp tác Lao động với Nước ngoài                                     | HNX   |
| IME      | Công ty Cổ phần Cơ khí và Xây lắp Công nghiệp                                       | Upcom |
| IMP      | Công ty Cổ phần Dược phẩm IMEXPHARM                                                 | HSX   |
| IMT      | Công ty Cổ phần Xuất nhập khẩu Đầu tư Thành phố Hồ Chí Minh                         | Upcom |
| IN4      | Công ty Cổ phần In số 4                                                             | Upcom |
| INC      | Công ty Cổ phần Tư vấn Đầu tư IDICO                                                 | HNX   |
| INN      | Công ty Cổ phần Bao bì và In Nông nghiệp                                            | HNX   |
| IPA      | Công ty cổ phần Tập đoàn Đầu tư I.P.A                                               | Upcom |
| ISG      | CTCP Vận tải biển & Hợp tác Quốc tế                                                 | Upcom |
| ISH      | Công ty cổ phần Thủy điện Srok Phu Miêng IDICO                                      | Upcom |
| IST      | Công ty Cổ phần ICD Tân Cảng Sóng Thần                                              | Upcom |
| ITA      | Công ty Cổ phần Đầu tư và Công nghiệp Tân Tạo                                       | HSX   |
| ITC      | Công ty Cổ phần Đầu tư - Kinh doanh nhà                                             | HSX   |
| ITD      | Công ty Cổ phần Công nghệ Tiên Phong                                                | HSX   |
| ITQ      | Công ty cổ phần Tập đoàn Thiên Quang                                                | HNX   |
| ITS      | Công ty cổ phần Đầu tư, Thương mại và Dịch vụ - Vinacomin                           | Upcom |
| IVS      | Công ty cổ phần Chứng khoán Guotai Junan (Việt Nam)                                 | HNX   |
| JSC      | Công ty Cổ phần Xây dựng Cầu đường Hà Nội                                           | Upcom |
| JVC      | Công ty cổ phần Thiết bị Y tế Việt Nhật                                             | HSX   |
| KAC      | Công ty Cổ phần Đầu tư Địa ốc Khang An                                              | HSX   |
| KBC      | Tổng Công ty Phát triển Đô thị Kinh Bắc-CTCP                                        | HSX   |
| KBE      | Công ty Cổ phần Sách - Thiết bị Trường học Kiên Giang                               | Upcom |
| KBT      | Công ty Cổ phần Gạch ngói Kiên Giang                                                | HNX   |
| KCB      | CTCP Khoáng sản và luyện kim Cao Bằng                                               | Upcom |
| KCE      | Công ty Cổ phần Bê tông Ly tâm Điện lực Khánh Hòa                                   | Upcom |
| KDC      | Công ty Cổ phần Tập đoàn Kido                                                       | HSX   |
| KDH      | Công ty Cổ phần Đầu tư Kinh doanh nhà Khang Điền                                    | HSX   |
| KDM      | CTCP Xây dựng và Thương mại Long Thành                                              | HNX   |
| KHA      | Công ty Cổ phần Đầu tư và Dịch vụ Khánh Hội                                         | HSX   |
| KHB      | Công ty Cổ phần Khoáng sản Hòa Bình                                                 | HNX   |
| KHD      | CTCP Khai thác, Chế biến khoáng sản Hải Dương                                       | Upcom |
| KHL      | Công ty cổ phần Khoáng sản và Vật liệu Xây dựng Hưng Long                           | HNX   |
| KHP      | Công ty Cổ phần Điện lực Khánh Hòa                                                  | HSX   |
| KHW      | Công ty Cổ phần Cấp nước Khánh Hòa                                                  | Upcom |
| KIP      | CTCP Khí cụ Điện 1                                                                  | Upcom |
| KKC      | Công ty Cổ phần Sản xuất và Kinh doanh Kim khí                                      | HNX   |
| KLF      | Công ty Cổ phần Liên doanh Đầu tư Quốc tế KLF                                       | HNX   |
| KLS      | Công ty Cổ phần Chứng khoán Kim Long                                                | HNX   |
| KMF      | Công ty Cổ phần Mirae Fiber                                                         | HNX   |
| KMR      | Công ty Cổ phần Mirae                                                               | HSX   |
| KMT      | Công ty cổ phần Kim khí miền Trung                                                  | HNX   |
| KPF      | Công ty Cổ phần Tư vấn Dự án Quốc tế KPF                                            | HSX   |
| KSA      | Công ty Cổ phần Công nghiệp Khoáng sản Bình Thuận                                   | HSX   |
| KSB      | Công ty Cổ phần Khoáng sản và Xây dựng Bình Dương                                   | HSX   |
| KSC      | Công ty Cổ phần Muối Khánh Hòa                                                      | Upcom |
| KSD      | Công ty cổ phần Đầu tư DNA                                                          | HNX   |
| KSH      | Công ty Cổ phần Đầu tư và Phát triển KSH                                            | HSX   |
| KSK      | Công ty cổ phần Khoáng sản Luyện kim màu                                            | HNX   |
| KSQ      | Công ty cổ phần Đầu tư KSQ                                                          | HNX   |
| KSS      | Công ty Cổ phần Khoáng sản Na Rì Hamico                                             | Upcom |
| KST      | Công ty cổ phần KASATI                                                              | HNX   |
| KSV      | Tổng Công ty Khoáng sản TKV - CTCP                                                  | Upcom |
| KTB      | Công ty Cổ phần Đầu tư Khoáng sản Tây Bắc                                           | Upcom |
| KTL      | CTCP Kim khí Thăng Long                                                             | Upcom |
| KTS      | Công ty cổ phần Đường Kon Tum                                                       | HNX   |
| KTT      | Công ty cổ phần Đầu tư Thiết bị và Xây lắp điện Thiên Trường                        | HNX   |
| KVC      | CTCP Sản xuất Xuất nhập khẩu Inox Kim Vĩ                                            | HNX   |
| L10      | Công ty cổ phần Lilama 10                                                           | HSX   |
| L12      | Công ty cổ phần Licogi 12                                                           | Upcom |
| L14      | Công ty cổ phần LICOGI 14                                                           | HNX   |
| L18      | Công ty Cổ phần Đầu tư và Xây dựng số 18                                            | HNX   |
| L35      | Công ty Cổ phần Cơ khí Lắp máy Lilama                                               | HNX   |
| L43      | Công ty Cổ phần Lilama 45.3                                                         | HNX   |
| L44      | Công ty Cổ phần Lilama 45.4                                                         | HNX   |
| L45      | CTCP Lilama 45.1                                                                    | Upcom |
| L61      | Công ty Cổ phần Lilama 69-1                                                         | HNX   |
| L62      | Công ty Cổ phần Lilama 69-2                                                         | HNX   |
| L63      | CTCP Lilama 69-3                                                                    | Upcom |
| LAF      | Công ty Cổ phần Chế biến Hàng xuất khẩu Long An                                     | HSX   |
| LAI      | CTCP Đầu tư xây dựng Long An IDICO                                                  | Upcom |
| LAS      | Công ty cổ phần Supe Phốt phát và Hóa chất Lâm Thao                                 | HNX   |
| LAW      | Công ty cổ phần Cấp thoát nước Long An                                              | Upcom |
| LBE      | Công ty Cổ phần Sách và Thiết bị trường học Long An                                 | HNX   |
| LBM      | Công ty Cổ phần Khoáng sản và Vật liệu xây dựng Lâm Đồng                            | HSX   |
| LCC      | Công ty Cổ phần Xi măng Lạng Sơn                                                    | Upcom |
| LCD      | Công ty Cổ phần Lắp máy - Thí nghiệm Cơ điện                                        | HNX   |
| LCG      | Công ty cổ phần LICOGI 16                                                           | HSX   |
| LCM      | Công ty Cổ phần Khai thác và Chế biến Khoáng sản Lào Cai                            | HSX   |
| LCS      | Công ty Cổ phần Licogi 166                                                          | HNX   |
| LCW      | Công ty Cổ phần Nước sạch Lai Châu                                                  | Upcom |
| LDG      | Công ty Cổ phần Đầu tư LDG                                                          | HSX   |
| LDP      | Công ty Cổ phần Dược Lâm Đồng - Ladophar                                            | HNX   |
| LGC      | Công ty Cổ phần Đầu tư Cầu đường CII                                                | HSX   |
| LGL      | Công ty cổ phần Đầu tư và Phát triển Đô thị Long Giang                              | HSX   |
| LHC      | Công ty Cổ phần Đầu tư và Xây dựng Thủy lợi Lâm Đồng                                | HNX   |
| LHG      | Công ty Cổ phần Long Hậu                                                            | HSX   |
| LIG      | Công ty Cổ phần Licogi 13                                                           | HNX   |
| LIX      | Công ty Cổ phần Bột giặt Lix                                                        | HSX   |
| LKW      | CTCP Cấp nước Long Khánh                                                            | Upcom |
| LM3      | Công ty Cổ phần Lilama 3                                                            | Upcom |
| LM7      | Công ty Cổ phần Lilama 7                                                            | HNX   |
| LM8      | Công ty Cổ phần Lilama 18                                                           | HSX   |
| LO5      | Công ty Cổ phần Lilama 5                                                            | HNX   |
| LQN      | Công ty cổ phần Licogi Quảng Ngãi                                                   | Upcom |
| LSS      | Công ty Cổ phần Mía đường Lam Sơn                                                   | HSX   |
| LTC      | Công ty cổ phần Điện nhẹ Viễn thông                                                 | HNX   |
| LUT      | Công ty Cổ phần Đầu tư Xây dựng Lương Tài                                           | HNX   |
| MAC      | Công ty Cổ phần Cung ứng và Dịch vụ Kỹ thuật Hàng Hải                               | HNX   |
| MAFPF1   | Quỹ đầu tư tăng trưởng Manulife                                                     | HSX   |
| MAS      | Công ty cổ phần Dịch vụ Hàng không Sân bay Đà Nẵng                                  | HNX   |
| MAX      | Công ty Cổ phần Khai khoáng và Cơ khí Hữu nghị Vĩnh Sinh                            | HNX   |
| MBB      | Ngân hàng Thương mại Cổ phần Quân đội                                               | HSX   |
| MBG      | Công ty cổ phần Đầu tư Phát triển Xây dựng và Thương mại Việt Nam                   | HNX   |
| MBS      | Công ty cổ phần Chứng khoán MB                                                      | HNX   |
| MC3      | Công ty Cổ phần Khoáng sản 3 - Vimico                                               | Upcom |
| MCC      | Công ty Cổ phần Gạch ngói cao cấp                                                   | HNX   |
| MCF      | CTCP Xây lắp Cơ khí và Lương thực Thực phẩm                                         | HNX   |
| MCG      | Công ty Cổ phần Cơ điện và Xây dựng Việt Nam                                        | HSX   |
| MCH      | Công ty Cổ phần Hàng tiêu dùng Masan                                                | Upcom |
| MCI      | CTCP Đầu tư Xây dựng và Phát triển Vật liệu IDICO                                   | Upcom |
| MCK      |                                                                                     | Upcom |
| MCL      | Công ty Cổ phần Phát triển Nhà và Sản xuất Vật liệu xây dựng Chí Linh               | HNX   |
| MCO      | Công ty Cổ phần Đầu tư và Xây dựng BDC Việt Nam                                     | HNX   |
| MCP      | Công ty cổ phần In và Bao bì Mỹ Châu                                                | HSX   |
| MCT      | Công ty Cổ phần Kinh doanh Vật tư và Xây dựng                                       | Upcom |
| MCV      | Công ty Cổ phần Cavico Việt Nam Khai thác Mỏ và Xây dựng                            | HSX   |
| MDC      | Công ty cổ phần Than Mông Dương - Vinacomin                                         | HNX   |
| MDF      | Công ty cổ phần Gỗ MDF VRG Quảng Trị                                                | Upcom |
| MDG      | Công ty Cổ phần miền Đông                                                           | HSX   |
| MEC      | Công ty Cổ phần Someco Sông Đà                                                      | HNX   |
| MEF      | Công ty cổ phần MEINFA                                                              | Upcom |
| MES      | Công ty cổ phần Cơ điện Công trình                                                  | Upcom |
| MGC      | CTCP Địa chất mỏ - TKV                                                              | Upcom |
| MH3      | Công ty Cổ phần Khu Công Nghiệp Cao Su Bình Long                                    | Upcom |
| MHC      | Công ty Cổ phần MHC                                                                 | HSX   |
| MHL      | Công ty Cổ phần Minh Hữu Liên                                                       | HNX   |
| MIC      | Công ty Cổ phần Kỹ nghệ Khoáng sản Quảng Nam                                        | Upcom |
| MIH      | Công ty Cổ phần Xuất nhập khẩu Khoáng sản Hà Nam                                    | HNX   |
| MIM      | Công ty Cổ phần Khoáng sản và Cơ khí                                                | HNX   |
| MJC      | Công ty Cổ phần Thương mại Mộc Hóa                                                  | Upcom |
| MKP      | Công ty Cổ phần Hóa - Dược phẩm MEKOPHAR                                            | HSX   |
| MKT      | Công ty cổ phần Dệt Minh Khai                                                       | Upcom |
| MKV      | Công ty Cổ phần Dược Thú y Cai Lậy                                                  | HNX   |
| MLS      | Công ty cổ phần Chăn nuôi - Mitraco                                                 | HNX   |
| MMC      | Công ty Cổ phần Khoáng sản Mangan                                                   | Upcom |
| MNC      | Công ty Cổ phần Tập đoàn Mai Linh Miền Trung                                        | HNX   |
| MPC      | Công ty Cổ phần Tập đoàn Thủy sản Minh Phú                                          | HSX   |
| MPT      | CTCP May Phú Thành                                                                  | HNX   |
| MSC      | Công ty cổ phần Dịch vụ Phú Nhuận                                                   | HNX   |
| MSI      | Công ty Cổ phần Chứng khoán Maritime                                                | HNX   |
| MSN      | Công ty Cổ phần Tập đoàn MaSan                                                      | HSX   |
| MSR      | Công ty cổ phần Tài nguyên Masan                                                    | Upcom |
| MST      | CTCP Xây dựng 1.1.6.8                                                               | HNX   |
| MTA      | Tổng Công ty Khoáng sản và Thương mại Hà Tĩnh - CTCP                                | Upcom |
| MTC      | CTCP Dịch vụ Du lịch Mỹ Trà                                                         | Upcom |
| MTG      | Công ty Cổ phần MT Gas                                                              | Upcom |
| MTH      | Công ty Cổ phần Môi trường Đô thị Hà Đông                                           | Upcom |
| MTL      | CTCP Dịch vụ Môi trường Đô thị Từ Liêm                                              | Upcom |
| MTM      | CTCP Mỏ và Xuất nhập khẩu Khoáng sản Miền Trung                                     | Upcom |
| MTP      | Công ty Cổ phần Dược trung ương Medipharco - Tenamyd                                | Upcom |
| MVB      | Tổng công ty Công nghiệp mỏ Việt Bắc TKV - CTCP                                     | Upcom |
| MVY      | Công ty Cổ phần Môi trường và Dịch vụ Đô thị Vĩnh Yên                               | Upcom |
| MWG      | Công ty cổ phần Đầu tư Thế giới Di động                                             | HSX   |
| NAF      | Công ty Cổ phần Nafoods Group                                                       | HSX   |
| NAG      | Công ty cổ phần Nagakawa Việt Nam                                                   | HNX   |
| NAP      | Công ty cổ phần Cảng Nghệ Tĩnh                                                      | Upcom |
| NAS      | Công ty Cổ phần Dịch vụ Hàng không Sân bay Nội Bài                                  | Upcom |
| NAV      | Công ty Cổ phần Nam Việt                                                            | HSX   |
| NBB      | Công ty Cổ phần Đầu tư Năm Bảy Bảy                                                  | HSX   |
| NBC      | Công ty cổ phần Than Núi Béo – Vinacomin                                            | HNX   |
| NBP      | Công ty Cổ phần Nhiệt điện Ninh Bình                                                | HNX   |
| NBR      | CTCP Đường sắt Nghĩa Bình                                                           | Upcom |
| NBS      | Công ty Cổ phần Bến xe Nghệ An                                                      | Upcom |
| NBT      | CTCP Cấp thoát nước Bến Tre                                                         | Upcom |
| NBW      | Công ty Cổ phần Cấp nước Nhà Bè                                                     | Upcom |
| NCS      | Công ty cổ phần Suất ăn Hàng không Nội Bài                                          | Upcom |
| NCT      | Công ty Cổ phần Dịch vụ Hàng hóa Nội Bài                                            | HSX   |
| ND2      | Công ty Cổ phần Đầu tư Phát triển điện Miền Bắc 2                                   | Upcom |
| NDC      | Công ty Cổ phần Nam Dược                                                            | Upcom |
| NDF      | CTCP Chế biến thực phẩm nông sản xuất khẩu Nam Định                                 | HNX   |
| NDN      | Công ty Cổ phần Đầu tư Phát triển Nhà Đà Nẵng                                       | HNX   |
| NDP      | CTCP Dược phẩm 2-9 TP. Hồ Chí Minh                                                  | Upcom |
| NDX      | Công ty Cổ phần Xây lắp Phát triển Nhà Đà Nẵng                                      | HNX   |
| NET      | Công ty Cổ phần Bột giặt Net                                                        | HNX   |
| NFC      | Công ty Cổ phần Phân lân Ninh Bình                                                  | HNX   |
| NGC      | Công ty Cổ phần Chế biến Thủy sản Xuất khẩu Ngô Quyền                               | HNX   |
| NHA      | Tổng Công ty Đầu tư Phát triển Nhà và Đô thị Nam Hà Nội                             | HNX   |
| NHC      | Công ty Cổ phần Gạch Ngói Nhị Hiệp                                                  | HNX   |
| NHN      | Công ty cổ phần Phát triển Đô thị Nam Hà Nội                                        | Upcom |
| NHP      | Công ty Cổ phần Sản xuất Xuất nhập khẩu NHP                                         | HNX   |
| NHS      | Công ty Cổ phần Đường Ninh Hòa                                                      | HSX   |
| NHW      | Công ty Cổ phần Ngô Han                                                             | HSX   |
| NIS      | Công ty Cổ phần Dịch vụ Hạ tầng mạng                                                | HNX   |
| NKD      | Công ty Cổ phần Chế biến Thực phẩm Kinh Đô Miền Bắc                                 | HSX   |
| NKG      | Công ty Cổ phần Thép Nam Kim                                                        | HSX   |
| NLC      | Công ty Cổ phần Thủy điện Nà Lơi                                                    | HNX   |
| NLG      | Công ty cổ phần Đầu tư Nam Long                                                     | HSX   |
| NLS      | Công ty cổ phần Cấp thoát Nước Lạng Sơn                                             | Upcom |
| NMK      | Công ty cổ phần Xây dựng Công trình 510                                             | Upcom |
| NNB      | CTCP Cấp thoát nước Ninh Bình                                                       | Upcom |
| NNC      | Công ty Cổ phần Đá Núi Nhỏ                                                          | HSX   |
| NNG      | Công ty Cổ phần Công nghiệp - Dịch vụ - Thương Mại Ngọc Nghĩa                       | Upcom |
| NNT      | Công ty cổ phần Cấp nước Ninh Thuận                                                 | Upcom |
| NOS      | Công ty Cổ phần Vận tải Biển Bắc                                                    | Upcom |
| NPH      | CTCP Khách sạn Bưu điện Nha Trang                                                   | Upcom |
| NPS      | Công ty Cổ phần May Phú Thịnh - Nhà Bè                                              | HNX   |
| NQB      | Công ty cổ phần Cấp nước Quảng Bình                                                 | Upcom |
| NQT      | Công ty Cổ phần Nước sạch Quảng Trị                                                 | Upcom |
| NS2      | Công ty Cổ phần Nước sạch số 2 Hà Nội                                               | Upcom |
| NS3      | CTCP Sản xuất Kinh doanh Nước sạch số 3 Hà Nội                                      | Upcom |
| NSC      | Công ty cổ phần Giống cây trồng Trung ương                                          | HSX   |
| NSG      | CTCP Nhựa Sài Gòn                                                                   | Upcom |
| NSN      | Công ty Cổ phần Xây dựng 565                                                        | HNX   |
| NSP      | Công ty Cổ phần Nhựa Sam Phú                                                        | Upcom |
| NST      | Công ty Cổ phần Ngân Sơn                                                            | HNX   |
| NT2      | Công ty Cổ phần Điện lực Dầu khí Nhơn Trạch 2                                       | HSX   |
| NTB      | Công ty cổ phần Đầu tư Xây dựng và Khai thác Công trình Giao thông 584              | Upcom |
| NTC      | Công ty Cổ phần Khu Công nghiệp Nam Tân Uyên                                        | Upcom |
| NTL      | Công ty Cổ phần Phát triển Đô thị Từ Liêm                                           | HSX   |
| NTP      | Công ty Cổ phần Nhựa Thiếu niên Tiền Phong                                          | HNX   |
| NTR      | Công ty Cổ Phần Đường sắt Nghệ Tĩnh                                                 | Upcom |
| NTW      | Công ty cổ phần Cấp nước Nhơn Trạch                                                 | Upcom |
| NUE      | Công ty Cổ phần Môi trường Đô thị Nha Trang                                         | Upcom |
| NVB      | Ngân hàng Thương mại cổ phần Quốc Dân                                               | HNX   |
| NVC      | Công ty Cổ phần Nam Vang                                                            | HNX   |
| NVL      | Công ty cổ phần Tập đoàn Đầu tư Địa ốc No Va                                        | HSX   |
| NVN      | Công ty Cổ phần Nhà Việt Nam                                                        | HSX   |
| NVP      | Công ty Cổ phần Nước sạch Vĩnh Phúc                                                 | Upcom |
| NVT      | Công ty Cổ phần Bất động sản Du lịch Ninh Vân Bay                                   | HSX   |
| NWT      | CTCP Vận tải Newway                                                                 | Upcom |
| OCH      | Công ty Cổ phần Khách sạn và Dịch vụ Đại Dương                                      | HNX   |
| OGC      | Công ty Cổ phần Tập đoàn Đại Dương                                                  | HSX   |
| OLC      | Công ty cổ phần Xây dựng, Dịch vụ và Hợp tác lao động                               | Upcom |
| ONE      | Công ty Cổ phần Truyền thông số 1                                                   | HNX   |
| ONW      | Công ty Cổ phần Dịch vụ Một Thế giới                                                | Upcom |
| OPC      | Công ty cổ phần Dược phẩm OPC                                                       | HSX   |
| ORS      | Công ty cổ phần Chứng khoán Tiên Phong                                              | HoSE  |
| PAC      | Công ty Cổ phần Pin Ắc quy Miền Nam                                                 | HSX   |
| PAI      | CTCP Công nghệ thông tin, viễn thông và tự động hóa Dầu khí                         | Upcom |
| PAN      | Công ty Cổ phần Tập đoàn PAN                                                        | HSX   |
| PBP      | Công ty cổ phần Bao bì Dầu khí Việt Nam                                             | HNX   |
| PC1      | Công ty cổ phần Xây lắp điện 1                                                      | HSX   |
| PCE      | Công ty cổ phần Phân bón và Hóa chất Dầu khí Miền Trung                             | HNX   |
| PCG      | Công ty Cổ phần Đầu tư và Phát triển Gas Đô Thị                                     | HNX   |
| PCN      | Công ty cổ phần Hóa phẩm dầu khí DMC - miền Bắc                                     | HNX   |
| PCT      | Công ty cổ phần Dịch vụ Vận tải Dầu khí Cửu Long                                    | HNX   |
| PDB      | Công ty Cổ phần Pacific Dinco                                                       | HNX   |
| PDC      | Công ty cổ phần Du lịch Dầu khí Phương Đông                                         | HNX   |
| PDN      | Công ty Cổ phần Cảng Đồng Nai                                                       | HSX   |
| PDR      | Công ty cổ phần Phát triển Bất động sản Phát Đạt                                    | HSX   |
| PEC      | Công ty Cổ phần Cơ khí Điện lực                                                     | Upcom |
| PEN      | Công ty cổ phần Xây lắp III Petrolimex                                              | HNX   |
| PEQ      | CTCP Thiết bị Xăng dầu Petrolimex                                                   | Upcom |
| PET      | Tổng Công ty Cổ phần Dịch vụ Tổng hợp Dầu khí                                       | HSX   |
| PFL      | Công ty cổ phần Dầu khí Đông Đô                                                     | Upcom |
| PFV      | Công ty Cổ phần Đầu tư và Thương mại PFV                                            | Upcom |
| PGC      | Tổng Công ty Gas Petrolimex-CTCP                                                    | HSX   |
| PGD      | Công ty Cổ phần Phân phối Khí thấp áp Dầu khí Việt Nam                              | HSX   |
| PGI      | Tổng Công ty cổ phần Bảo hiểm Petrolimex                                            | HSX   |
| PGS      | Công ty Cổ phần Kinh doanh Khí Miền Nam                                             | HNX   |
| PGT      | Công ty Cổ phần PGT Holdings                                                        | HNX   |
| PHC      | Công ty cổ phần Xây dựng Phục Hưng Holdings                                         | HNX   |
| PHH      | Công ty Cổ phần Hồng Hà Việt Nam                                                    | Upcom |
| PHP      | Công ty cổ phần Cảng Hải Phòng                                                      | HNX   |
| PHR      | Công ty cổ phần Cao su Phước Hòa                                                    | HSX   |
| PHS      | Công ty Cổ phần Chứng khoán Phú Hưng                                                | UPCoM |
| PHT      | Công ty Cổ phần Sản xuất và Thương mại Phúc Tiến                                    | HSX   |
| PIA      | Công ty cổ phần Tin học Viễn thông Petrolimex                                       | Upcom |
| PIC      | CTCP Đầu tư Điện lực 3                                                              | HNX   |
| PID      | Công ty Cổ phần Trang trí Nội thất Dầu khí                                          | Upcom |
| PIS      | Tổng công ty Pisico Bình Định - CTCP                                                | Upcom |
| PIT      | Công ty Cổ phần Xuất nhập khẩu Petrolimex                                           | HSX   |
| PIV      | Công ty Cổ phần PIV                                                                 | HNX   |
| PJC      | Công ty Cổ phần Thương mại và Vận tải Petrolimex Hà Nội                             | HNX   |
| PJS      | Công ty cổ phần Cấp nước Phú Hòa Tân                                                | Upcom |
| PJT      | Công ty Cổ phần Vận tải Xăng dầu Đường thủy Petrolimex                              | HSX   |
| PKR      | Công ty Cổ phần Đường sắt Phú Khánh                                                 | Upcom |
| PLC      | Tổng Công ty Hóa dầu Petrolimex-CTCP                                                | HNX   |
| PMB      | Công ty cổ phần Phân bón và Hóa chất Dầu khí Miền Bắc                               | HNX   |
| PMC      | Công ty Cổ phần Dược phẩm Dược liệu Pharmedic                                       | HNX   |
| PMJ      | CTCP Vật tư Bưu điện                                                                | Upcom |
| PMP      | Công ty cổ phần Bao bì Đạm Phú Mỹ                                                   | HNX   |
| PMS      | Công ty Cổ phần Cơ khí Xăng dầu                                                     | HNX   |
| PMT      | Công ty cổ phần Viễn thông TELVINA Việt Nam                                         | Upcom |
| PNC      | Công ty Cổ phần Văn hóa Phương Nam                                                  | HSX   |
| PND      | Công ty Cổ phần Xăng dầu Dầu khí Nam Định                                           | Upcom |
| PNG      | Công ty cổ phần Thương mại Phú Nhuận                                                | Upcom |
| PNJ      | Công ty Cổ phần Vàng bạc Đá quý Phú Nhuận                                           | HSX   |
| PNT      | Công ty cổ phần Kỹ thuật Xây dựng Phú Nhuận                                         | Upcom |
| POM      | Công ty Cổ phần Thép Pomina                                                         | HSX   |
| POS      | Công ty Cổ phần Dịch vụ Lắp đặt, Vận hành và Bảo dưỡng Công trình Dầu khí biển PTSC | Upcom |
| POT      | Công ty Cổ phần Thiết bị Bưu điện                                                   | HNX   |
| POV      | Công ty Cổ phần Xăng dầu Dầu khí Vũng Áng                                           | Upcom |
| PPC      | Công ty Cổ phần Nhiệt điện Phả Lại                                                  | HSX   |
| PPE      | Công ty cổ phần Tư vấn Điện lực Dầu khí Việt Nam                                    | HNX   |
| PPG      | Công ty Cổ phần Sản xuất Thương mại Dịch vụ Phú Phong                               | Upcom |
| PPI      | Công ty Cổ phần Đầu tư và Phát triển Dự án Hạ tầng Thái Bình Dương                  | HSX   |
| PPP      | Công ty Cổ phần Dược phẩm Phong Phú                                                 | HNX   |
| PPS      | Công ty Cổ phần Dịch vụ Kỹ thuật Điện lực Dầu khí Việt Nam                          | HNX   |
| PPY      | CTCP Xăng dầu Dầu khí Phú Yên                                                       | HNX   |
| PRC      | Công ty Cổ phần Logistics Portserco                                                 | HNX   |
| PRO      | Công ty Cổ phần Procimex Việt Nam                                                   | Upcom |
| PRUBF1   | Quỹ Đầu tư Cân bằng Prudential                                                      | HSX   |
| PSB      | Công ty cổ phần Đầu tư Dầu khí Sao Mai – Bến Đình                                   | Upcom |
| PSC      | Công ty cổ phần Vận tải và Dịch vụ Petrolimex Sài Gòn                               | HNX   |
| PSD      | Công ty cổ phần Dịch vụ Phân phối Tổng hợp Dầu khí                                  | HNX   |
| PSE      | Công ty cổ phần Phân bón và Hóa chất Dầu khí Đông Nam Bộ                            | HNX   |
| PSG      | Công ty Cổ phần Đầu tư và Xây lắp Dầu khí Sài Gòn                                   | Upcom |
| PSI      | Công ty cổ phần Chứng khoán Dầu khí                                                 | HNX   |
| PSL      | Công ty Cổ phần Chăn nuôi Phú Sơn                                                   | Upcom |
| PSP      | Công ty Cổ phần Cảng dịch vụ Dầu khí Đình Vũ                                        | Upcom |
| PSW      | Công ty cổ phần Phân bón và Hóa chất Dầu khí Tây Nam Bộ                             | HNX   |
| PTB      | Công ty Cổ phần Phú Tài                                                             | HSX   |
| PTC      | Công ty Cổ phần Đầu tư và Xây dựng Bưu điện                                         | HSX   |
| PTD      | CTCP Thiết kế - Xây dựng - Thương mại Phúc Thịnh                                    | HNX   |
| PTE      | Công ty Cổ phần Xi măng Phú Thọ                                                     | Upcom |
| PTG      | Công ty Cổ phần May Xuất khẩu Phan Thiết                                            | Upcom |
| PTH      | Công ty Cổ phần Vận tải và Dịch vụ Petrolimex Hà Tây                                | Upcom |
| PTI      | Tổng Công ty Cổ phần Bảo hiểm Bưu điện                                              | HNX   |
| PTK      | Công ty Cổ phần Luyện kim Phú Thịnh                                                 | Upcom |
| PTL      | Công ty Cổ phần Đầu tư Hạ tầng và Đô thị Dầu khí PVC                                | HSX   |
| PTM      | Công ty cổ phần Sản xuất, Thương mại và Dịch vụ ôtô PTM                             | Upcom |
| PTP      | Công ty Cổ phần Dịch vụ Viễn thông và In Bưu điện                                   | Upcom |
| PTS      | Công ty Cổ phần Vận tải và Dịch vụ Petrolimex Hải Phòng                             | HNX   |
| PTT      | Công ty Cổ phần Vận tải Dầu khí Đông Dương                                          | Upcom |
| PV2      | Công ty cổ phần Đầu tư PV2                                                          | HNX   |
| PVA      | Công ty Cổ phần Tổng Công ty Xây lắp Dầu khí Nghệ An                                | Upcom |
| PVB      | Công ty cổ phần Bọc ống Dầu khí Việt Nam                                            | HNX   |
| PVC      | Tổng Công ty Dung dịch khoan và Hóa phẩm Dầu khí-CTCP                               | HNX   |
| PVD      | Tổng Công ty Cổ phần Khoan và Dịch vụ Khoan Dầu khí                                 | HSX   |
| PVE      | Tổng Công ty Tư vấn Thiết kế Dầu khí-CTCP                                           | HNX   |
| PVF      | Tổng Công ty Tài chính Cổ phần Dầu khí Việt Nam                                     | HSX   |
| PVG      | Công ty Cổ phần Kinh doanh Khí hóa lỏng Miền Bắc                                    | HNX   |
| PVI      | Công ty Cổ phần PVI                                                                 | HNX   |
| PVL      | Công ty cổ phần Địa ốc Dầu khí                                                      | HNX   |
| PVM      | Công ty Cổ phần Máy - Thiết bị Dầu khí                                              | Upcom |
| PVO      | CTCP Dầu nhờn PV Oil                                                                | Upcom |
| PVP      | Công ty Cổ phần Vận tải dầu khí Thái Bình Dương                                     | Upcom |
| PVR      | Công ty Cổ phần Kinh doanh Dịch vụ cao cấp Dầu khí Việt Nam                         | HNX   |
| PVS      | Tổng Công ty Cổ phần Dịch vụ Kỹ thuật Dầu khí Việt Nam                              | HNX   |
| PVT      | Tổng công ty Cổ phần Vận tải Dầu khí                                                | HSX   |
| PVV      | Công ty Cổ phần Đầu tư Xây dựng Vinaconex - PVC                                     | HNX   |
| PVX      | Tổng Công ty cổ phần Xây lắp Dầu khí Việt Nam                                       | HNX   |
| PX1      | Công ty cổ phần Xi măng Sông Lam 2                                                  | Upcom |
| PXA      | Công ty cổ phần Đầu tư & Thương mại Dầu khí Nghệ An                                 | HNX   |
| PXC      | Công ty cổ phần Phát triển đô thị Dầu khí                                           | Upcom |
| PXI      | Công ty Cổ phần Xây dựng công nghiệp và dân dụng Dầu khí                            | HSX   |
| PXL      | Công ty cổ phần Đầu tư Xây dựng Thương mại Dầu khí-IDICO                            | Upcom |
| PXM      | Công ty Cổ phần Xây lắp Dầu khí Miền Trung                                          | Upcom |
| PXS      | Công ty Cổ phần Kết cấu Kim loại và Lắp máy Dầu khí                                 | HSX   |
| PXT      | Công ty Cổ phần Xây lắp Đường ống Bể chứa Dầu khí                                   | HSX   |
| QBR      | Công ty Cổ Phần Đường sắt Quảng Bình                                                | Upcom |
| QBS      | Công ty Cổ phần Xuất nhập khẩu Quảng Bình                                           | HSX   |
| QCC      | CTCP Đầu tư Xây dựng và Phát triển Hạ tầng Viễn thông                               | Upcom |
| QCG      | Công ty Cổ phần Quốc Cường Gia Lai                                                  | HSX   |
| QHD      | Công ty Cổ phần Que hàn điện Việt Đức                                               | HNX   |
| QHW      | CTCP Nước khoáng Quảng Ninh                                                         | Upcom |
| QNC      | Công ty Cổ phần Xi măng và Xây dựng Quảng Ninh                                      | HNX   |
| QNS      | Công ty Cổ phần Đường Quảng Ngãi                                                    | Upcom |
| QNU      | Công ty Cổ phần Môi trường Đô thị Quảng Nam                                         | Upcom |
| QNW      | CTCP Cấp thoát nước và Xây dựng Quảng Ngãi                                          | Upcom |
| QPH      | Công ty Cổ phần Thủy điện Quế Phong                                                 | Upcom |
| QSP      | Công ty cổ phần Tân Cảng Quy Nhơn                                                   | Upcom |
| QST      | Công ty Cổ phần Sách và Thiết bị trường học Quảng Ninh                              | HNX   |
| QTC      | Công ty Cổ phần Công trình Giao thông Vận tải Quảng Nam                             | HNX   |
| RAL      | Công ty Cổ phần Bóng đèn Phích nước Rạng Đông                                       | HSX   |
| RAT      | CTCP Vận tải và Thương mại Đường sắt                                                | Upcom |
| RBC      | CTCP Công nghiệp và Xuất nhập khẩu Cao Su                                           | Upcom |
| RCC      | Công ty Cổ phần Tổng công ty Công trình đường sắt                                   | Upcom |
| RCD      | Công ty cổ phần Xây dựng - Địa ốc Cao su                                            | Upcom |
| RCL      | Công ty Cổ phần Địa ốc Chợ Lớn                                                      | HNX   |
| RDP      | Công ty Cổ phần Nhựa Rạng Đông                                                      | HSX   |
| REE      | Công ty Cổ phần Cơ điện lạnh                                                        | HSX   |
| REM      | Công ty cổ phần Tu bổ di tích Trung ương - Vinaremon                                | Upcom |
| RHC      | Công ty Cổ phần Thủy điện Ry Ninh II                                                | HNX   |
| RIC      | Công ty Cổ phần Quốc tế Hoàng Gia                                                   | HSX   |
| RLC      | Công ty Cổ phần Đường bộ Lào Cai                                                    | Upcom |
| ROS      | CTCP Xây dựng FLC Faros                                                             | HSX   |
| RTB      | Công ty cổ phần Cao su Tân Biên                                                     | Upcom |
| RTH      | Công ty Cổ phần Đường sắt Thanh Hóa                                                 | Upcom |
| RTS      | CTCP Thông tin tín hiệu Đường sắt Đà Nẵng                                           | Upcom |
| S12      | Công ty Cổ phần Sông Đà 12                                                          | Upcom |
| S27      | Công ty cổ phần Sông Đà 27                                                          | Upcom |
| S33      | Công ty cổ phần Mía đường 333                                                       | Upcom |
| S4A      | Công ty Cổ phần Thủy điện Sê San 4A                                                 | HSX   |
| S55      | Công ty Cổ phần Sông Đà 505                                                         | HNX   |
| S64      | Công ty Cổ phần Sông Đà 6.04                                                        | HNX   |
| S74      | Công ty Cổ phần Sông Đà 7.04                                                        | HNX   |
| S91      | Công ty Cổ phần Sông Đà 9.01                                                        | HNX   |
| S96      | Công ty Cổ phần Sông Đà 9.06                                                        | Upcom |
| S99      | Công ty Cổ phần SCI                                                                 | HNX   |
| SAB      | Tổng CTCP Bia - Rượu - Nước giải khát Sài Gòn                                       | HSX   |
| SAC      | Công ty Cổ phần Xếp dỡ và Dịch vụ Cảng Sài Gòn                                      | Upcom |
| SAF      | Công ty Cổ phần Lương thực Thực phẩm Safoco                                         | HNX   |
| SAM      | Công ty Cổ phần SAM Holdings                                                        | HSX   |
| SAP      | Công ty Cổ phần In Sách giáo khoa tại Tp.Hồ Chí Minh                                | HNX   |
| SAS      | CTCP Dịch vụ Hàng không Sân bay Tân Sơn Nhất                                        | Upcom |
| SAV      | Công ty Cổ phần Hợp tác kinh tế và Xuất nhập khẩu SAVIMEX                           | HSX   |
| SB1      | Công ty cổ phần Bia Sài Gòn - Nghệ Tĩnh                                             | Upcom |
| SBA      | Công ty Cổ phần Sông Ba                                                             | HSX   |
| SBC      | Công ty Cổ phần Vận tải và Giao nhận bia Sài Gòn                                    | HSX   |
| SBD      | Công ty Cổ phần Công nghệ Sao Bắc Đẩu                                               | Upcom |
| SBL      | Công ty Cổ phần Bia Sài Gòn - Bạc Liêu                                              | Upcom |
| SBS      | Công ty Cổ phần Chứng khoán SBS                                                     | Upcom |
| SBT      | Công ty cổ phần Mía đường Thành Thành Công Tây Ninh                                 | HSX   |
| SBV      | Công ty cổ phần Siam Brothers Việt Nam                                              | HSX   |
| SC5      | Công ty Cổ phần Xây dựng số 5                                                       | HSX   |
| SCC      | Công ty Cổ phần Đầu tư Thương mại Hưng Long tỉnh Hòa Bình                           | Upcom |
| SCD      | Công ty Cổ phần Nước giải khát Chương Dương                                         | HSX   |
| SCH      | CTCP Thủy điện Sông chảy 5                                                          | Upcom |
| SCI      | Công ty Cổ phần Xây dựng và Đầu tư Sông Đà 9                                        | HNX   |
| SCJ      | Công ty Cổ phần Xi măng Sài Sơn                                                     | HNX   |
| SCL      | Công ty Cổ phần Sông Đà Cao Cường                                                   | HNX   |
| SCO      | Công ty Cổ phần Công nghiệp Thủy sản                                                | Upcom |
| SCR      | Công ty Cổ phần Địa ốc Sài Gòn Thương Tín                                           | HSX   |
| SD1      | Công ty Cổ phần Sông Đà 1                                                           | Upcom |
| SD2      | Công ty Cổ phần Sông Đà 2                                                           | HNX   |
| SD3      | Công ty Cổ phần Sông Đà 3                                                           | Upcom |
| SD4      | Công ty Cổ phần Sông Đà 4                                                           | HNX   |
| SD5      | Công ty Cổ phần Sông Đà 5                                                           | HNX   |
| SD6      | Công ty Cổ phần Sông Đà 6                                                           | HNX   |
| SD7      | Công ty Cổ phần Sông Đà 7                                                           | HNX   |
| SD8      | Công ty Cổ phần Sông Đà 8                                                           | Upcom |
| SD9      | Công ty Cổ phần Sông Đà 9                                                           | HNX   |
| SDA      | Công ty Cổ phần Simco Sông Đà                                                       | HNX   |
| SDB      | Công ty Cổ phần Sông Đà 207                                                         | Upcom |
| SDC      | Công ty Cổ phần Tư vấn Sông Đà                                                      | HNX   |
| SDD      | Công ty Cổ phần Đầu tư và Xây lắp Sông Đà                                           | HNX   |
| SDE      | Công ty cổ phần Kỹ thuật Điện Sông Đà                                               | HNX   |
| SDF      | Công ty Tài chính cổ phần Sông Đà                                                   | Upcom |
| SDG      | Công ty Cổ phần Sadico Cần Thơ                                                      | HNX   |
| SDH      | Công ty Cổ phần Xây dựng hạ tầng Sông Đà                                            | HNX   |
| SDI      | Công ty cổ phần Đầu tư và Phát triển Đô thị Sài Đồng                                | Upcom |
| SDJ      | Công ty Cổ phần Sông Đà 25                                                          | Upcom |
| SDK      | Công ty Cổ phần Cơ khí Luyện kim                                                    | Upcom |
| SDN      | Công ty Cổ phần Sơn Đồng Nai                                                        | HNX   |
| SDP      | Công ty cổ phần Đầu tư và Thương mại Dầu khí Sông Đà                                | HNX   |
| SDS      | Công ty Cổ phần Xây lắp và Đầu tư Sông Đà                                           | HNX   |
| SDT      | Công ty Cổ phần Sông Đà 10                                                          | HNX   |
| SDU      | Công ty Cổ phần Đầu tư Xây dựng và Phát triển Đô thị Sông Đà                        | HNX   |
| SDV      | Công ty Cổ phần Dịch vụ Sonadezi                                                    | Upcom |
| SDX      | CTCP Phòng cháy chữa cháy và Đầu tư Xây dựng Sông Đà                                | Upcom |
| SDY      | Công ty Cổ phần Xi măng Sông Đà Yaly                                                | HNX   |
| SEA      | Tổng công ty Thủy sản Việt Nam – CTCP                                               | Upcom |
| SEB      | Công ty Cổ phần Đầu tư và Phát triển Điện miền Trung                                | HNX   |
| SEC      | Công ty Cổ phần Mía đường Nhiệt điện Gia Lai                                        | HSX   |
| SED      | Công ty Cổ phần Đầu tư và Phát triển giáo dục Phương Nam                            | HNX   |
| SEL      | Công ty Cổ phần Sông Đà 11 Thăng Long                                               | HNX   |
| SEP      | Công ty Cổ phần Tổng Công ty Thương mại Quảng Trị                                   | Upcom |
| SFC      | Công ty Cổ phần Nhiên liệu Sài Gòn                                                  | HSX   |
| SFG      | Công ty Cổ phần Phân bón Miền Nam                                                   | HSX   |
| SFI      | Công ty Cổ phần Đại lý Vận tải SAFI                                                 | HSX   |
| SFN      | Công ty Cổ phần Dệt lưới Sài Gòn                                                    | HNX   |
| SFT      | CÔNG TY CỔ PHẦN SOFTECH                                                             | Upcom |
| SGC      | Công ty Cổ phần Xuất nhập khẩu Sa Giang                                             | HNX   |
| SGD      | Công ty cổ phần Sách Giáo dục tại T.P Hồ Chí Minh                                   | HNX   |
| SGH      | Công ty Cổ phần Khách sạn Sài Gòn                                                   | HNX   |
| SGN      | Công ty cổ phần Phục vụ Mặt đất Sài Gòn                                             | Upcom |
| SGO      | Công ty cổ phần Dầu thực vật Sài Gòn                                                | HNX   |
| SGP      | Công ty Cổ phần Cảng Sài Gòn                                                        | Upcom |
| SGR      | Công ty cổ phần Địa ốc Sài Gòn                                                      | Upcom |
| SGS      | Công ty Cổ phần Vận tải biển Sài Gòn                                                | Upcom |
| SGT      | Công ty Cổ phần Công nghệ Viễn thông Sài Gòn                                        | HSX   |
| SHA      | Công ty Cổ phần Sơn Hà Sài Gòn                                                      | HSX   |
| SHB      | Ngân hàng Thương mại cổ phần Sài Gòn - Hà Nội                                       | HNX   |
| SHC      | Công ty Cổ phần Hàng Hải Sài Gòn                                                    | HNX   |
| SHG      | Tổng Công ty Cổ phần Sông Hồng                                                      | Upcom |
| SHI      | Công ty cổ phần Quốc tế Sơn Hà                                                      | HSX   |
| SHN      | Công ty Cổ phần Đầu tư Tổng hợp Hà Nội                                              | HNX   |
| SHP      | Công ty cổ phần Thủy điện Miền Nam                                                  | HSX   |
| SHS      | Công ty Cổ phần Chứng Khoán Sài Gòn - Hà Nội                                        | HNX   |
| SHV      | Công ty Cổ phần Hải Việt                                                            | Upcom |
| SHX      | CTCP Sài Gòn Hỏa xa                                                                 | Upcom |
| SIC      | Công ty cổ phần Đầu tư - Phát triển Sông Đà                                         | HNX   |
| SID      | Công ty Cổ phần Đầu tư Phát triển Sài Gòn Co.op                                     | Upcom |
| SII      | Công ty cổ phần Hạ tầng nước Sài Gòn                                                | HSX   |
| SJ1      | Công ty Cổ phần Nông Nghiệp Hùng Hậu                                                | HNX   |
| SJC      | Công ty Cổ phần Sông Đà 1.01                                                        | HNX   |
| SJD      | Công ty Cổ phần Thủy điện Cần Đơn                                                   | HSX   |
| SJE      | Công ty Cổ phần Sông Đà 11                                                          | HNX   |
| SJF      | CTCP Đầu tư Sao Thái Dương                                                          | HSX   |
| SJM      | Công ty Cổ phần Sông Đà 19                                                          | Upcom |
| SJS      | Công ty Cổ phần Đầu tư Phát triển Đô thị và Khu Công nghiệp Sông Đà                 | HSX   |
| SKG      | Công ty Cổ phần Tàu cao tốc Superdong – Kiên Giang                                  | HSX   |
| SKS      | Công ty cổ phần Công trình Giao thông Sông Đà                                       | HNX   |
| SLC      | CTCP Dịch vụ xuất khẩu lao động và chuyên gia                                       | Upcom |
| SLS      | Công ty cổ phần Mía đường Sơn La                                                    | HNX   |
| SMA      | Công ty Cổ phần Thiết bị Phụ tùng Sài Gòn                                           | HSX   |
| SMB      | Công ty Cổ phần Bia Sài Gòn - Miền Trung                                            | Upcom |
| SMC      | Công ty Cổ phần Đầu tư Thương mại SMC                                               | HSX   |
| SME      | Công ty Cổ phần Chứng khoán SME                                                     | HNX   |
| SMN      | Công ty Cổ phần Sách và Thiết bị Giáo dục Miền Nam                                  | HNX   |
| SMT      | Công ty cổ phần Vật liệu Điện và Viễn thông Sam Cường                               | HNX   |
| SNC      | Công ty Cổ phần Xuất nhập khẩu Thủy sản Năm Căn                                     | Upcom |
| SNG      | Công ty TNHH MTV Sông Đà 10.1                                                       | HNX   |
| SP2      | CTCP Thủy điện Sử Pán 2                                                             | Upcom |
| SPA      | Công ty Cổ Phần Bao bì Sài Gòn                                                      | Upcom |
| SPB      | CTCP Sợi Phú Bài                                                                    | Upcom |
| SPC      | Công ty Cổ phần Bảo vệ Thực vật Sài Gòn                                             | Upcom |
| SPD      | Công ty Cổ phần Xuất nhập khẩu Thủy sản Miền Trung                                  | Upcom |
| SPH      | Công ty cổ phần Xuất nhập khẩu Thủy sản Hà Nội                                      | Upcom |
| SPI      | Công ty cổ phần Đá Spilít                                                           | HNX   |
| SPM      | Công ty Cổ phần S.P.M                                                               | HSX   |
| SPP      | Công ty cổ phần Bao bì Nhựa Sài Gòn                                                 | HNX   |
| SPV      | Công ty cổ phần Thủy Đặc Sản                                                        | Upcom |
| SQC      | Công ty Cổ phần Khoáng sản Sài Gòn - Quy Nhơn                                       | Upcom |
| SRA      | Công ty Cổ phần Sara Việt Nam                                                       | HNX   |
| SRB      | Công ty Cổ phần Tập đoàn Sara                                                       | Upcom |
| SRC      | Công ty Cổ phần Cao Su Sao Vàng                                                     | HSX   |
| SRF      | Công ty Cổ phần Kỹ Nghệ Lạnh                                                        | HSX   |
| SRT      | Công ty Cổ phần Vận tải Đường sắt Sài Gòn                                           | Upcom |
| SSC      | Công ty Cổ phần Giống cây trồng Miền Nam                                            | HSX   |
| SSF      | Công ty Cổ phần Giầy Sài Gòn                                                        | Upcom |
| SSG      | Công ty Cổ phần Vận tải biển Hải Âu                                                 | Upcom |
| SSI      | Công ty Cổ phần Chứng khoán SSI                                                     | HSX   |
| SSM      | Công ty Cổ phần Chế tạo Kết cấu Thép VNECO.SSM                                      | HNX   |
| SSN      | Công ty Cổ phần Xuất nhập khẩu Thủy sản Sài Gòn                                     | Upcom |
| SSS      | Công ty Cổ phần Sông Đà 6.06                                                        | HNX   |
| SSU      | CTCP Môi trường Đô thị Sóc Sơn                                                      | Upcom |
| ST8      | Công ty Cổ phần Siêu Thanh                                                          | HSX   |
| STB      | Ngân hàng Thương mại Cổ phần Sài Gòn Thương Tín                                     | HSX   |
| STC      | Công ty Cổ phần Sách và Thiết bị trường học Tp. Hồ Chí Minh                         | HNX   |
| STG      | Công ty Cổ phần Kho vận Miền Nam                                                    | HSX   |
| STK      | Công ty cổ phần Sợi Thế Kỷ                                                          | HSX   |
| STL      | Công ty cổ phần Sông Đà - Thăng Long                                                | Upcom |
| STP      | Công ty Cổ phần Công nghiệp Thương mại Sông Đà                                      | HNX   |
| STS      | Công ty Cổ phần Dịch vụ Vận tải Sài Gòn                                             | Upcom |
| STT      | Công ty cổ phần Vận chuyển Sài Gòn Tourist                                          | HSX   |
| STU      | Công ty Cổ phần Môi trường và Công trình Đô thị Sơn Tây                             | Upcom |
| STV      | Công ty cổ phần Chế tác Đá Việt Nam                                                 | Upcom |
| SVC      | Công ty Cổ phần Dịch vụ tổng hợp Sài Gòn                                            | HSX   |
| SVG      | CTCP Hơi Kỹ nghệ Que hàn                                                            | Upcom |
| SVI      | Công ty Cổ phần Bao bì Biên Hòa                                                     | HSX   |
| SVN      | Công ty cổ phần SOLAVINA                                                            | HNX   |
| SVS      | Công ty Cổ phần Chứng khoán Sao Việt                                                | HNX   |
| SVT      | Công ty Cổ phần Công nghệ Sài Gòn Viễn Đông                                         | HSX   |
| SWC      | Tổng Công ty Cổ phần Đường Sông Miền Nam                                            | Upcom |
| SZC      | Công ty cổ phần Sonadezi Châu Đức                                                   | HSX   |
| SZE      | Công ty Cổ phần Môi trường Sonadezi                                                 | Upcom |
| SZL      | Công ty cổ phần Sonadezi Long Thành                                                 | HSX   |
| TA9      | Công ty Cổ phần Xây lắp Thành An 96                                                 | HNX   |
| TAC      | Công ty Cổ phần Dầu Thực vật Tường An                                               | HSX   |
| TAG      | Công ty Cổ phần Thế giới số Trần Anh                                                | HNX   |
| TAP      | Công ty cổ phần Đô thị Tân An                                                       | Upcom |
| TAS      | Công ty Cổ phần Chứng khoán Tràng An                                                | HNX   |
| TAW      | CTCP Cấp nước Trung An                                                              | Upcom |
| TB8      | CTCP Sản xuất và Kinh doanh Vật tư Thiết bị - VVMI                                  | Upcom |
| TBC      | Công ty cổ phần Thủy điện Thác Bà                                                   | HSX   |
| TBD      | Tổng Công ty Thiết bị Điện Đông Anh - Công ty Cổ phần                               | Upcom |
| TBT      | Công ty Cổ phần Xây dựng Công trình Giao thông Bến Tre                              | Upcom |
| TBX      | Công ty Cổ phần Xi măng Thái Bình                                                   | HNX   |
| TC6      | Công ty cổ phần Than Cọc Sáu - Vinacomin                                            | HNX   |
| TCH      | Công ty cổ phần Đầu tư Dịch vụ Tài chính Hoàng Huy                                  | HSX   |
| TCL      | Công ty Cổ phần Đại lý Giao nhận Vận tải Xếp dỡ Tân Cảng                            | HSX   |
| TCM      | Công ty Cổ phần Dệt may - Đầu tư - Thương mại Thành Công                            | HSX   |
| TCO      | Công ty Cổ phần Vận tải Đa phương thức Duyên Hải                                    | HSX   |
| TCR      | Công ty Cổ phần Công nghiệp Gốm sứ Taicera                                          | HSX   |
| TCS      | Công ty Cổ phần Than Cao Sơn - TKV                                                  | HNX   |
| TCT      | Công ty Cổ phần Cáp treo Núi Bà Tây Ninh                                            | HSX   |
| TDC      | Công ty Cổ phần Kinh doanh và Phát triển Bình Dương                                 | HSX   |
| TDH      | Công ty Cổ phần Phát triển Nhà Thủ Đức                                              | HSX   |
| TDM      | CTCP Nước Thủ Dầu Một                                                               | Upcom |
| TDN      | Công ty Cổ phần Than Đèo Nai - Vinacomin                                            | HNX   |
| TDS      | Công ty cổ phần Thép Thủ Đức - Vnsteel                                              | Upcom |
| TDW      | Công ty Cổ phần Cấp nước Thủ Đức                                                    | HSX   |
| TEG      | Công ty cổ phần Bất động sản và Xây dựng Trường Thành                               | HNX   |
| TET      | Công ty Cổ phần Vải sợi May mặc Miền Bắc                                            | HNX   |
| TFC      | Công ty Cổ phần Trang                                                               | HNX   |
| TGP      | Công ty Cổ phần Trường Phú                                                          | Upcom |
| TH1      | Công ty Cổ phần Xuất nhập khẩu Tổng hợp I Việt Nam                                  | HNX   |
| THB      | Công ty cổ phần Bia Thanh Hóa                                                       | HNX   |
| THG      | Công ty Cổ phần Đầu tư và Xây dựng Tiền Giang                                       | HSX   |
| THS      | Công ty cổ phần Thanh Hoa - Sông Đà                                                 | HNX   |
| THT      | Công ty cổ phần Than Hà Tu - Vinacomin                                              | HNX   |
| THV      | Công ty Cổ phần Tập đoàn Thái Hòa Việt Nam                                          | HNX   |
| THW      | Công ty cổ phần Cấp nước Tân Hòa                                                    | Upcom |
| TIC      | Công ty Cổ phần Đầu tư Điện Tây Nguyên                                              | HSX   |
| TIE      | Công ty Cổ phần TIE                                                                 | HSX   |
| TIG      | Công ty Cổ phần Tập đoàn Đầu tư Thăng Long                                          | HNX   |
| TIP      | Công ty cổ phần Phát triển Khu Công nghiệp Tín Nghĩa                                | HSX   |
| TIS      | Công ty cổ phần Gang thép Thái Nguyên                                               | Upcom |
| TIX      | CTCP Sản xuất Kinh doanh Xuất nhập khẩu Dịch vụ và Đầu tư Tân Bình                  | HSX   |
| TJC      | Công ty cổ phần Dịch vụ Vận tải và Thương mại                                       | HNX   |
| TKC      | Công ty Cổ phần Xây dựng và Kinh doanh Địa ốc Tân Kỷ                                | HNX   |
| TKU      | Công ty Cổ phần Công nghiệp Tung Kuang                                              | HNX   |
| TL4      | Tổng công ty Xây dựng Thủy lợi 4 - CTCP                                             | Upcom |
| TLC      | Công ty Cổ phần Viễn thông Thăng Long                                               | HNX   |
| TLG      | Công ty Cổ phần Tập đoàn Thiên Long                                                 | HSX   |
| TLH      | Công ty Cổ phần Tập đoàn Thép Tiến Lên                                              | HSX   |
| TLT      | Công ty Cổ phần Viglacera Thăng Long                                                | Upcom |
| TMB      | Công ty Cổ phần Kinh doanh than Miền Bắc - Vinacomin                                | HNX   |
| TMC      | Công ty Cổ phần Thương mại - Xuất nhập khẩu Thủ Đức                                 | HNX   |
| TMG      | Công ty Cổ phần Kim loại màu Thái Nguyên - Vimico                                   | Upcom |
| TMP      | Công ty cổ phần Thủy điện Thác Mơ                                                   | HSX   |
| TMS      | Công ty Cổ phần Transimex                                                           | HSX   |
| TMT      | Công ty Cổ phần Ô tô TMT                                                            | HSX   |
| TMW      | Công ty Cổ phần Tổng hợp Gỗ Tân Mai                                                 | Upcom |
| TMX      | Công ty cổ phần VICEM Thương mại Xi măng                                            | HNX   |
| TNA      | Công ty Cổ phần Thương mại Xuất nhập khẩu Thiên Nam                                 | HSX   |
| TNB      | Công ty Cổ phần Thép Nhà Bè - VNSTEEL                                               | Upcom |
| TNC      | Công ty Cổ phần Cao su Thống Nhất                                                   | HSX   |
| TND      | CTCP Than Tây Nam Đá Mài - Vinacomin                                                | Upcom |
| TNG      | Công ty Cổ phần Đầu tư và Thương mại TNG                                            | HNX   |
| TNM      | Công ty Cổ phần Xuất nhập khẩu và Xây dựng Công trình                               | Upcom |
| TNP      | Công ty cổ phần Cảng Thị Nại                                                        | Upcom |
| TNS      | Công ty Cổ phần Thép Tấm lá Thống Nhất                                              | Upcom |
| TNT      | Công ty Cổ phần Tài nguyên                                                          | HSX   |
| TNY      | Công ty Cổ phần Đầu tư Xây dựng Thanh niên                                          | Upcom |
| TOP      | CTCP Phân phối Top One                                                              | Upcom |
| TPC      | Công ty Cổ phần Nhựa Tân Đại Hưng                                                   | HSX   |
| TPH      | Công ty Cổ phần In Sách giáo khoa tại T.P Hà Nội                                    | HNX   |
| TPP      | Công ty Cổ phần Nhựa Tân Phú                                                        | HNX   |
| TPS      | CTCP Bến bãi Vận tải Sài Gòn                                                        | Upcom |
| TQN      | Công ty Cổ phần Thông Quảng Ninh                                                    | Upcom |
| TRA      | Công ty Cổ phần TRAPHACO                                                            | HSX   |
| TRC      | Công ty Cổ phần Cao su Tây Ninh                                                     | HSX   |
| TRI      | Công ty Cổ phần Nước giải khát Sài Gòn                                              | HSX   |
| TRS      | CTCP Vận tải và Dịch vụ Hàng hải                                                    | Upcom |
| TS4      | Công ty cổ phần Thủy sản số 4                                                       | HSX   |
| TSB      | Công ty Cổ phần Ắc quy Tia sáng                                                     | HNX   |
| TSC      | Công ty Cổ phần Vật tư kỹ thuật Nông nghiệp Cần Thơ                                 | HSX   |
| TSM      | Công ty Cổ phần Xi măng Tiên Sơn Hà Tây                                             | HNX   |
| TST      | Công ty Cổ phần Dịch vụ Kỹ thuật Viễn thông                                         | HNX   |
| TTB      | Công ty cổ phần Tập đoàn Tiến Bộ                                                    | HNX   |
| TTC      | Công ty Cổ phần Gạch men Thanh Thanh                                                | HNX   |
| TTD      | Công ty Cổ phần Bệnh viện Tim Tâm Đức                                               | Upcom |
| TTF      | Công ty Cổ phần Tập đoàn Kỹ nghệ Gỗ Trường Thành                                    | HSX   |
| TTG      | Công ty Cổ phần May Thanh Trì                                                       | Upcom |
| TTH      | Công ty cổ phần Thương Mại và Dịch Vụ Tiến Thành                                    | HNX   |
| TTP      | Công ty Cổ phần Bao bì Nhựa Tân Tiến                                                | Upcom |
| TTR      | Công ty Cổ phần Du lịch Thương mại và Đầu tư                                        | Upcom |
| TTV      | CTCP Thông tin Tín hiệu Đường sắt Vinh                                              | Upcom |
| TTZ      | Công ty cổ phần Đầu tư Xây dựng và Công nghệ Tiến Trung                             | HNX   |
| TUG      | Công ty Cổ phần Lai dắt và Vận tải Cảng Hải Phòng                                   | Upcom |
| TV1      | Công ty cổ phần Tư vấn Xây dựng Điện 1                                              | HSX   |
| TV2      | Công ty Cổ phần Tư vấn Xây dựng Điện 2                                              | HNX   |
| TV3      | Công ty Cổ phần Tư vấn Xây dựng Điện 3                                              | HNX   |
| TV4      | Công ty Cổ phần Tư vấn Xây dựng Điện 4                                              | HNX   |
| TVB      | Công ty cổ phần Chứng khoán Trí Việt                                                | Upcom |
| TVC      | Công ty cổ phần Quản lý Đầu tư Trí Việt                                             | HNX   |
| TVD      | Công ty cổ phần Than Vàng Danh - Vinacomin                                          | HNX   |
| TVG      | Công ty cổ phần Tư vấn Đầu tư và Xây dựng Giao thông Vận tải                        | Upcom |
| TVM      | CTCP Tư vấn Đầu tư Mỏ và Công nghiệp - Vinacomin                                    | Upcom |
| TVN      | Tổng Công ty Thép Việt Nam - CTCP                                                   | Upcom |
| TVS      | Công ty Cổ phần Chứng khoán Thiên Việt                                              | HSX   |
| TVU      | Công ty cổ phần Công trình Đô thị Trà Vinh                                          | Upcom |
| TW3      | CTCP Dược Trung ương 3                                                              | Upcom |
| TXM      | Công ty cổ phần VICEM Thạch cao Xi măng                                             | HNX   |
| TYA      | Công ty Cổ phần Dây và Cáp điện Taya Việt Nam                                       | HSX   |
| UCT      | Công ty Cổ phần Đô thị Cần Thơ                                                      | Upcom |
| UDC      | Công ty cổ phần Xây dựng và Phát triển Đô thị tỉnh Bà Rịa-Vũng Tàu                  | HSX   |
| UDJ      | Công ty Cổ phần Phát triển Đô thị                                                   | Upcom |
| UEM      | CTCP Cơ điện Uông Bí- Vinacomin                                                     | Upcom |
| UIC      | Công ty Cổ phần Đầu tư Phát triển Nhà và Đô thị Idico                               | HSX   |
| UNI      | Công ty Cổ phần Viễn Liên                                                           | HNX   |
| UPC      | CTCP Phát triển Công viên cây xanh và Đô thị Vũng Tàu                               | Upcom |
| UPH      | CTCP Dược phẩm TW25                                                                 | Upcom |
| USC      | Công ty Cổ phần Khảo sát và Xây dựng - USCO                                         | Upcom |
| V11      | Công ty Cổ phần Xây dựng số 11                                                      | Upcom |
| V12      | Công ty Cổ phần Xây dựng số 12                                                      | HNX   |
| V15      | Công ty Cổ phần Xây dựng Số 15                                                      | Upcom |
| V21      | Công ty Cổ phần VINACONEX 21                                                        | HNX   |
| VAF      | Công ty cổ phần Phân lân nung chảy Văn Điển                                         | HSX   |
| VAT      | Công ty Cổ phần VT Vạn Xuân                                                         | HNX   |
| VBC      | Công ty Cổ phần Nhựa Bao bì Vinh                                                    | HNX   |
| VBH      | Công ty Cổ phần Điện tử Bình Hòa                                                    | HNX   |
| VC1      | Công ty Cổ phần Xây dựng số 1                                                       | HNX   |
| VC2      | Công ty Cổ phần Xây dựng số 2                                                       | HNX   |
| VC3      | Công ty Cổ phần Xây dựng số 3                                                       | HNX   |
| VC5      | Công ty Cổ phần Xây dựng số 5                                                       | Upcom |
| VC6      | Công ty Cổ phần Vinaconex 6                                                         | HNX   |
| VC7      | Công ty Cổ phần Xây dựng số 7                                                       | HNX   |
| VC9      | Công ty Cổ phần Xây dựng số 9                                                       | HNX   |
| VCA      | Công ty Cổ phần Thép VICASA - VNSTEEL                                               | Upcom |
| VCB      | Ngân hàng Thương mại cổ phần Ngoại thương Việt Nam                                  | HSX   |
| VCC      | Công ty Cổ phần Vinaconex 25                                                        | HNX   |
| VCE      | CTCP Xây lắp Môi trường - TKV                                                       | Upcom |
| VCF      | Công ty Cổ phần VinaCafé Biên Hòa                                                   | HSX   |
| VCG      | Tổng Công ty Cổ phần Xuất nhập khẩu và Xây dựng Việt Nam                            | HNX   |
| VCGPVF   | Forum One - VCG Partners Vietnam Fund                                               | Upcom |
| VCH      | Công ty Cổ phần Đầu tư và Phát triển Hạ tầng Vinaconex                              | HNX   |
| VCM      | Công ty Cổ phần Nhân lực và Thương mại Vinaconex                                    | HNX   |
| VCP      | Công ty cổ phần Đầu tư xây dựng và phát triển năng lượng Vinaconex                  | Upcom |
| VCR      | Công ty Cổ phần Đầu tư và Phát triển Du lịch Vinaconex                              | HNX   |
| VCS      | Công ty cổ phần Đá thạch anh cao cấp VCS                                            | HNX   |
| VCT      | Công ty Cổ phần Tư vấn Xây dựng Vinaconex                                           | Upcom |
| VCV      | Công ty Cổ phần Vận tải Vinaconex                                                   | HNX   |
| VCW      | Công ty Cổ phần Nước sạch Vinaconex                                                 | Upcom |
| VCX      | Công ty Cổ phần Xi măng Yên Bình                                                    | Upcom |
| VDL      | Công ty Cổ phần Thực phẩm Lâm Đồng                                                  | HNX   |
| VDN      | Công ty Cổ phần Vinatex Đà Nẵng                                                     | Upcom |
| VDS      | Công ty Cổ phần Chứng khoán Rồng Việt                                               | HNX   |
| VDT      | Công ty cổ phần Lưới thép Bình Tây                                                  | Upcom |
| VE1      | Công ty Cổ phần Xây dựng điện VNECO 1                                               | HNX   |
| VE2      | Công ty cổ phần Xây dựng điện VNECO 2                                               | HNX   |
| VE3      | Công ty cổ phần Xây dựng điện VNECO 3                                               | HNX   |
| VE4      | Công ty Cổ phần Xây dựng điện VNECO4                                                | HNX   |
| VE8      | Công ty cổ phần Xây dựng điện VNECO 8                                               | HNX   |
| VE9      | Công ty Cổ phần Đầu tư và xây dựng VNECO 9                                          | HNX   |
| VEE      | Công ty Cổ phần Thiết bị điện Cẩm Phả                                               | Upcom |
| VEF      | CTCP Trung tâm Hội chợ Triển lãm Việt Nam                                           | Upcom |
| VES      | Công ty Cổ phần Đầu tư và Xây dựng điện Mê Ca Vneco                                 | Upcom |
| VFC      | Công ty Cổ phần VINAFCO                                                             | Upcom |
| VFG      | Công ty Cổ phần Khử trùng Việt Nam                                                  | HSX   |
| VFMVF1   | Quỹ Đầu tư Chứng khoán Việt Nam                                                     | HSX   |
| VFMVF4   | Quỹ đầu tư Doanh nghiệp Hàng đầu Việt Nam                                           | HSX   |
| VFMVFA   | Quỹ Đầu tư Năng động Việt Nam                                                       | HSX   |
| VFMVN30  | Quỹ ETF VFMVN30                                                                     | HSX   |
| VFR      | Công ty Cổ phần Vận tải và Thuê tàu                                                 | HNX   |
| VGC      | Tổng Công ty Viglacera - CTCP                                                       | HNX   |
| VGG      | Tổng Công ty cổ phần May Việt Tiến                                                  | Upcom |
| VGL      | CTCP Mạ kẽm công nghiệp Vingal - Vnsteel                                            | Upcom |
| VGP      | Công ty Cổ phần Cảng Rau quả                                                        | HNX   |
| VGS      | Công ty Cổ phần Ống thép Việt Đức VG PIPE                                           | HNX   |
| VGT      | Tập đoàn Dệt may Việt Nam                                                           | Upcom |
| VHC      | Công ty Cổ phần Vĩnh Hoàn                                                           | HSX   |
| VHF      | Công ty Cổ phần Xây dựng và Chế biến lương thực Vĩnh Hà                             | Upcom |
| VHG      | Công ty Cổ phần Đầu tư Cao Su Quảng Nam                                             | HSX   |
| VHH      | Công ty cổ phần Đầu tư Kinh doanh nhà Thành Đạt                                     | Upcom |
| VHL      | Công ty Cổ phần Viglacera Hạ Long                                                   | HNX   |
| VIA      | Công ty Cổ phần VIAN                                                                | Upcom |
| VIB      | Ngân hàng Thương mại cổ phần Quốc tế Việt Nam                                       | Upcom |
| VIC      | Tập đoàn Vingroup - Công ty Cổ phần                                                 | HSX   |
| VIC11501 | Trái phiếu Vingroup 062015                                                          | HSX   |
| VIC11504 | Trái phiếu VIC11201802                                                              | HSX   |
| VID      | Công ty Cổ phần Đầu tư Phát triển Thương mại Viễn Đông                              | HSX   |
| VIE      | Công ty Cổ phần Công nghệ Viễn thông VITECO                                         | HNX   |
| VIF      | Tổng Công ty Lâm nghiệp Việt Nam - CTCP                                             | Upcom |
| VIG      | Công ty Cổ phần Chứng khoán Đầu tư Tài chính Việt Nam                               | HNX   |
| VIM      | Công ty Cổ phần Khoáng sản Viglacera                                                | Upcom |
| VIN      | CTCP Giao nhận Kho vận Ngoại thương Việt Nam                                        | Upcom |
| VIP      | Công ty Cổ phần Vận tải Xăng dầu VIPCO                                              | HSX   |
| VIR      | Công ty cổ phần Du lịch Quốc tế Vũng Tàu                                            | Upcom |
| VIS      | Công ty Cổ phần Thép Việt Ý                                                         | HSX   |
| VIT      | Công ty Cổ phần Viglacera Tiên Sơn                                                  | HNX   |
| VIX      | Công ty cổ phần Chứng khoán IB                                                      | HNX   |
| VJC      | Công ty cổ phần Hàng không VietJet                                                  | HSX   |
| VKC      | Công ty cổ phần Cáp Nhựa Vĩnh Khánh                                                 | HNX   |
| VKD      | Công ty Cổ phần Nước khoáng Khánh Hòa - FIT Beverage                                | Upcom |
| VKP      | Công ty Cổ phần Nhựa Tân Hóa                                                        | Upcom |
| VLA      | Công ty Cổ phần Đầu tư và Phát triển Công nghệ Văn Lang                             | HNX   |
| VLB      | CTCP Xây dựng và Sản xuất Vật liệu Xây dựng Biên Hòa                                | Upcom |
| VLC      | Tổng Công ty Chăn nuôi Việt Nam - CTCP                                              | Upcom |
| VLF      | Công ty Cổ phần Lương thực Thực phẩm Vĩnh Long                                      | Upcom |
| VLG      | CTCP Vinalines Logistics - Việt Nam                                                 | Upcom |
| VMA      | Công ty cổ phần Công nghiệp Ô tô – Vinacomin                                        | Upcom |
| VMC      | Công ty Cổ phần Vimeco                                                              | HNX   |
| VMD      | Công ty cổ phần Y Dược phẩm Vimedimex                                               | HSX   |
| VMG      | Công ty Cổ phần Thương mại và Dịch vụ Dầu khí Vũng Tàu                              | HNX   |
| VMI      | Công ty Cổ phần Khoáng sản và Đầu tư VISACO                                         | HNX   |
| VMS      | CTCP Phát triển Hàng hải                                                            | HNX   |
| VNA      | Công ty Cổ phần Vận tải Biển Vinaship                                               | HSX   |
| VNB      | CTCP Sách Việt Nam                                                                  | Upcom |
| VNC      | Công ty Cổ phần Tập đoàn Vinacontrol                                                | HNX   |
| VND      | Công ty cổ phần Chứng khoán VNDIRECT                                                | HNX   |
| VNE      | Tổng công ty Cổ phần Xây dựng điện Việt Nam                                         | HSX   |
| VNF      | Công ty cổ phần Vinafreight                                                         | HNX   |
| VNG      | Công ty Cổ phần Du lịch Thành Thành Công                                            | HSX   |
| VNH      | Công ty Cổ phần Thủy hải sản Việt Nhật                                              | HSX   |
| VNI      | Công ty cổ phần Đầu tư Bất động sản Việt Nam                                        | Upcom |
| VNL      | Công ty cổ phần Logistics Vinalink                                                  | HSX   |
| VNM      | Công ty Cổ phần Sữa Việt Nam                                                        | HSX   |
| VNN      | Công ty cổ phần Đầu tư và Thương mại VNN                                            | Upcom |
| VNP      | Công ty cổ phần Nhựa Việt Nam                                                       | Upcom |
| VNR      | Tổng Công ty Cổ phần Tái bảo hiểm quốc gia Việt Nam                                 | HNX   |
| VNS      | Công ty Cổ phần Ánh Dương Việt Nam                                                  | HSX   |
| VNT      | Công ty cổ phần Giao nhận Vận tải Ngoại thương                                      | HNX   |
| VNX      | Công ty Cổ phần Quảng cáo và Hội chợ Thương mại                                     | Upcom |
| VNY      | Công ty Cổ phần Thuốc Thú y Trung ương I                                            | Upcom |
| VOC      | Tổng Công ty Công nghiệp Dầu thực vật Việt Nam - CTCP                               | Upcom |
| VOS      | Công ty Cổ phần Vận tải biển Việt Nam                                               | HSX   |
| VPA      | CTCP Vận tải Hóa dầu VP                                                             | Upcom |
| VPC      | Công ty Cổ phần Đầu tư và Phát triển Năng lượng Việt Nam                            | Upcom |
| VPD      | CTCP Phát triển Điện lực Việt Nam                                                   | Upcom |
| VPH      | Công ty Cổ phần Vạn Phát Hưng                                                       | HSX   |
| VPK      | Công ty Cổ phần Bao bì dầu thực vật                                                 | HSX   |
| VPL      | Công ty Cổ phần Vinpearl                                                            | HSX   |
| VPR      | CTCP In và Thương mại Vina                                                          | Upcom |
| VPS      | CTCP Thuốc sát trùng Việt Nam                                                       | HSX   |
| VQC      | Công ty Cổ phần Giám định Vinacomin                                                 | Upcom |
| VRC      | Công ty Cổ phần Xây lắp và Địa ốc Vũng Tàu                                          | HSX   |
| VRG      | CTCP Phát triển đô thị và Khu công nghiệp Cao su Việt Nam                           | Upcom |
| VSA      | Công ty cổ phần Đại lý Hàng hải Việt Nam                                            | HNX   |
| VSC      | Công ty cổ phần Tập đoàn Container Việt Nam                                         | HSX   |
| VSG      | Công ty Cổ phần Container Phía Nam                                                  | Upcom |
| VSH      | Công ty Cổ phần Thủy điện Vĩnh Sơn - Sông Hinh                                      | HSX   |
| VSI      | Công ty Cổ phần Đầu tư và Xây dựng Cấp thoát nước                                   | HSX   |
| VSN      | CTCP Việt Nam Kỹ nghệ Súc sản                                                       | Upcom |
| VSP      | Công ty cổ phần Vận tải biển và Bất động sản Việt Hải                               | Upcom |
| VST      | Công ty Cổ phần Vận tải và Thuê tàu biển Việt Nam                                   | Upcom |
| VT1      | Công ty Cổ phần Vật tư Bến Thành                                                    | Upcom |
| VT8      | Công ty Cổ phần Dịch vụ Vận tải ô tô số 8                                           | Upcom |
| VTA      | Công ty Cổ phần Vitaly                                                              | Upcom |
| VTB      | Công ty Cổ phần Viettronics Tân Bình                                                | HSX   |
| VTC      | Công ty Cổ phần Viễn thông VTC                                                      | HNX   |
| VTF      | Công ty Cổ phần Thức ăn Chăn nuôi Việt Thắng                                        | HSX   |
| VTG      | Công ty cổ phần Du lịch tỉnh Bà Rịa - Vũng Tàu                                      | Upcom |
| VTH      | Công ty Cổ phần Dây cáp điện Việt Thái                                              | HNX   |
| VTI      | Công ty Cổ phần Sản xuất – Xuất nhập khẩu Dệt May                                   | Upcom |
| VTJ      | Công ty cổ phần Thương mại và Đầu tư Vinataba                                       | Upcom |
| VTL      | Công ty Cổ phần Vang Thăng Long                                                     | HNX   |
| VTM      | CTCP Vận tải và Đưa đón thợ mỏ - Vinacomin                                          | Upcom |
| VTO      | Công ty Cổ phần Vận tải Xăng dầu VITACO                                             | HSX   |
| VTS      | Công ty Cổ phần Viglacera Từ Sơn                                                    | HNX   |
| VTV      | Công ty Cổ phần VICEM Vật tư Vận tải Xi măng                                        | HNX   |
| VTX      | Công ty cổ phần Vận tải đa phương thức Vietranstimex                                | Upcom |
| VWS      | Công ty Cổ phần Nước và Môi trường Việt Nam                                         | Upcom |
| VXB      | Công ty Cổ phần Vật liệu xây dựng Bến Tre                                           | HNX   |
| WCS      | Công ty Cổ phần Bến xe Miền Tây                                                     | HNX   |
| WSB      | Công ty Cổ phần Bia Sài Gòn - Miền Tây                                              | Upcom |
| WSS      | Công ty Cổ phần Chứng khoán Phố Wall                                                | HNX   |
| WTC      | CTCP Vận tải thủy - Vinacomin                                                       | Upcom |
| X18      | Công ty Cổ phần Xi măng X18                                                         | Upcom |
| X77      | Công ty Cổ phần Thành An 77                                                         | Upcom |
| XHC      | Công ty cổ phần Xuân Hòa Việt Nam                                                   | Upcom |
| XMC      | Công ty cổ phần Đầu Tư và Xây Dựng Xuân Mai                                         | HNX   |
| XMD      | Công ty cổ phần Xuân Mai - Đạo Tú                                                   | Upcom |
| XPH      | Công ty Cổ phần Xà phòng Hà Nội                                                     | Upcom |
| YBC      | Công ty Cổ phần Xi măng và Khoáng sản Yên Bái                                       | Upcom |
| YRC      | CTCP Đường sắt Yên Lào                                                              | Upcom |
| YSC      | Công ty Cổ phần Hapaco Yên Sơn                                                      | HNX   |